# Schweinfurter Stadtbefestigung und Ringanlagen

Schweinfurter Stadtbefestigung um 1650.
(Staatsbibliothek zu Berlin – Preußischer Kulturbesitz)

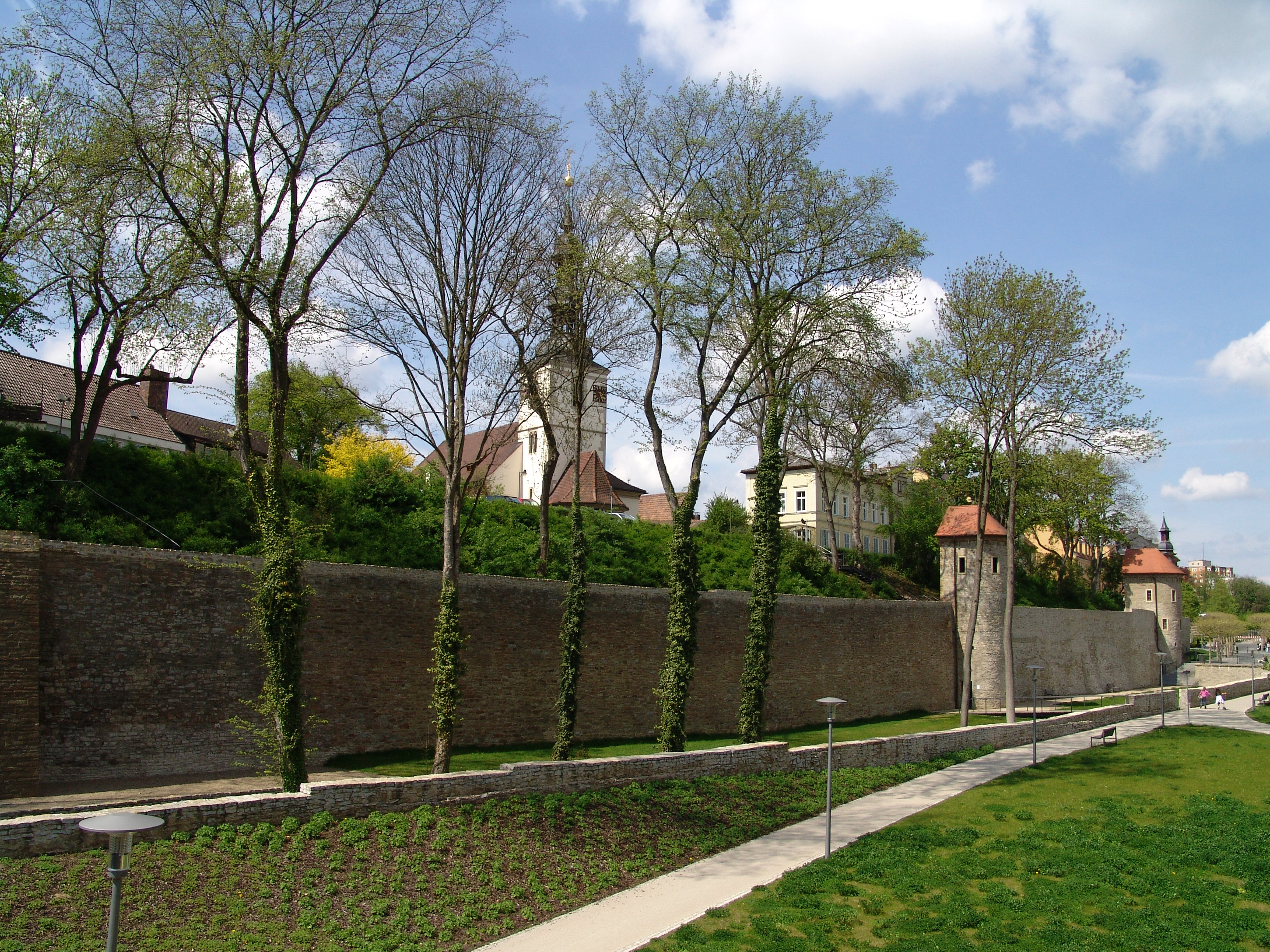
Östliche Stadtmauer am Unteren Wall. Pulvertürme und der Zürch mit St. Salvator

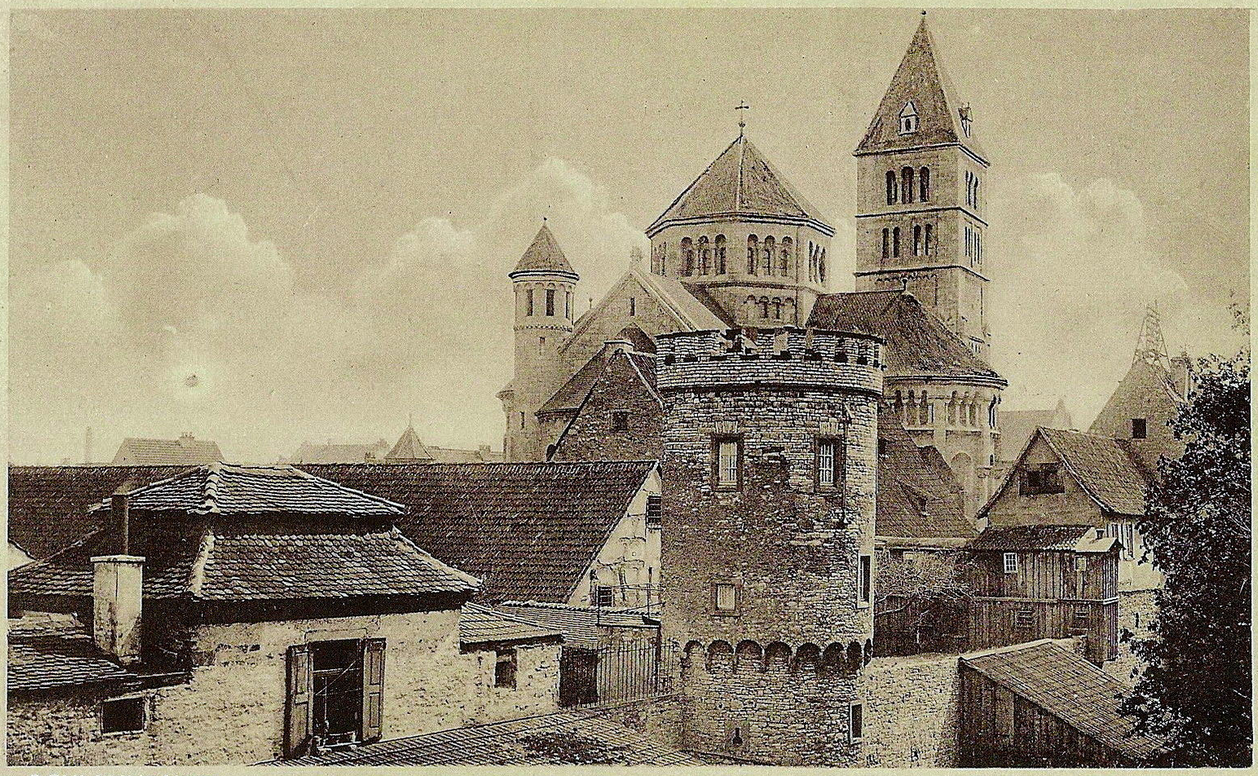
Westliche Stadtmauer 1918. Hirtenturm (Abbruch 1963) und Heilig-Geist-Kirche

Die erste Befestigung in Schweinfurt lag im Bereich der heutigen Johanniskirche und wurde 1258 erstmals urkundlich erwähnt. Eine zweite Befestigungsphase um die Reichsstadt Schweinfurt folgte im 14. Jahrhundert. Sie wurde im Markgräflerkrieg (1552–1554) weitestgehend zerstört. Am Ende des Dreißigjährigen Kriegs wollten die Schweden die protestantische Reichsstadt zu einer uneinnehmbaren Festung ausbauen. Sie errichteten Schanzen im Vorfeld der Stadtmauer. Dadurch verlor die mittelalterliche Stadtmauer ihre eigentliche Aufgabe und war nur noch eine zweite Verteidigungslinie hinter den großen Anlagen der Neuzeit.
Der Abbruch aller Stadttore im 19. Jahrhundert sowie weiterer Mauertürme wird in neuerer Zeit als Fehler angesehen. Seit den 1970er Jahren setzte ein Umdenken ein. Die Stadtbefestigung ist im Osten, entlang des Marienbachs, und im Westen, am Châteaudun-Park, noch relativ gut erhalten bzw. restauriert oder teilrekonstruiert. Im Bereich des Befestigungsrings wurden im Laufe der Zeit Parks angelegt sowie Villen und öffentliche Gebäude errichtet. Dieser Artikel befasst sich mit dem historischen Urzustand wie auch den nachfolgenden Entwicklungen des Ringareals um die Schweinfurter Altstadt.

## Überblick

### Stadttore

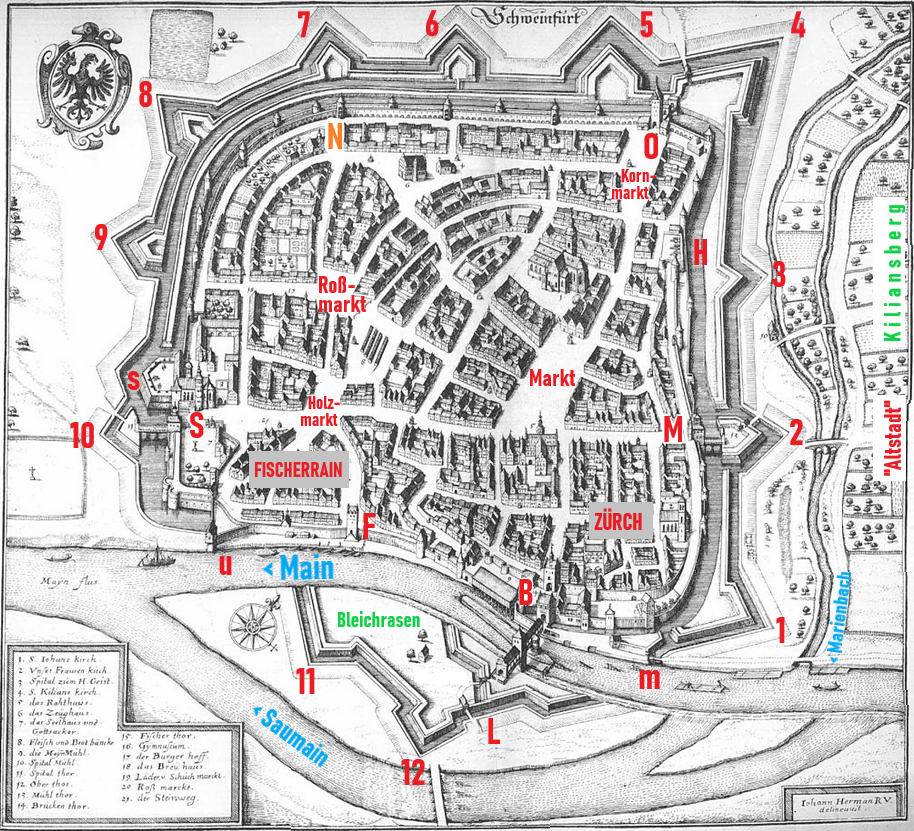
Matthäus Merian: Topographia Franconiae 1656.
Reichsstadt Schweinfurt. Mittelalterliche Stadtmauer und vorgelagerte Schanzen aus dem 17. Jahrhundert.
1–12 Schanzen 17. Jh., B Brückentor, F Fischertor, H Hauptwache, L Lünette, M Mühltor, m Mainbastion (heute Stadtstrand), N Neutor, O Obertor, S Spitaltor, s Spitalbastei, u Untere Mainschanze 15. Jh.

Die fünf Schweinfurter Stadttore wurden alle in der zweiten Hälfte des 19. Jahrhunderts abgerissen. An der alten Mainbrücke lag das Brückentor als südlicher Stadteingang (siehe rechter Plan, Buchstabe B). Danach folgten (gegen den Uhrzeigersinn) Mühltor (M), Obertor (O), Spitaltor (S) und Fischertor (F) als Sonderzugang der Fischer des Fischerrains. Insgesamt, mit inneren und äußeren Toren, entstanden im Laufe der Zeit neun Stadttore: Brückentor, Mühltor, Inneres und Äußeres Obertor, Inneres-, Mittleres- und Äußeres Spitaltor, Fischertor und später noch das Neutor (N). Dazu kamen kleine Vor- und Nebentore, wie das Zwingertor und das Gerberstieglein am Brückentor.

### Stadtmauer
Die Frühgeschichte der Schweinfurter Stadtmauern liegt im Dunkeln. Ob es in der ersten, einen halben Kilometer mainaufwärts gelegenen, frühmittelalterlichen Schweinfurter Siedlung, einer Stadtwüstung, die Altstadt oder  Dorf Altstadt genannt wird, bereits eine Stadtmauer gab bleibt unklar. Reichsvogt Paul Rosa berichtete von dortigen Stadtmauern (siehe: Suuinfurtero marcu, Dorf oder Stadt?).
In der im 12. Jahrhundert angelegten, heutigen Schweinfurter Altstadt wurde St. Johannis (rechter Merianscher Plan: Kirche nördlich des Markts) ursprünglich wahrscheinlich als Kirchenburg zum nördlichen Schutz der Stadt erbaut (siehe: St. Johannis, Baugeschichte). Genauso wie die Hennebergische Reichsburg im Südosten, im Stadtviertel Zürch (siehe Eintrag im Merianschen Plan).
Infolge der Stadterweiterung ab 1437 wurde die Stadtbefestigung vergrößert und ausgebaut (siehe: Altstadt, Stadterweiterung im 15. Jahrhundert). Im Zweiten Stadtverderben (1554) wurden Stadt und Befestigungsanlagen weitgehend zerstört. Beim Neuaufbau der Stadt wurde auch die Stadtbefestigung bis 1560 wieder neu errichtet. In diesem Zusammenhang wurde in der zweiten Hälfte des 16. Jahrhunderts der östliche Wall (heute: Am Unteren- und Am Oberen Wall) deutlich erhöht, da man die Ostseite als gefährlichste Angriffsseite ansah, da dort vom Kiliansberg ein Beschuss der Stadt leicht möglich war (siehe rechter Plan). Deshalb wurde dort auch das Mühltor 1564 in massiverer Form wieder aufgebaut (Merianscher Plan, Buchstabe M).
Der Heimatforscher Anton Oeller (1882–1964) erstellte eine Skizze der Reichstadt Schweinfurt auf dem baulichen Stand des Merianschen Plans. Oeller skizzierte und zählte 39 Stadtmauertürme (einschließlich der Türme der Stadttore und der Mainbrücke), 31 mit Nennung der Namen, z. T. mit Alternativnamen.
Im Zweiten Weltkrieg wurde die Stadtmauer teilweise zerstört.

### Stadtgraben
Auf dem Merianschen Plan von 1656 (rechts) sind alle Stadtgräben als Wassergräben eingezeichnet. Ab der Naturheilschanze wurde der einstige Wassergraben von einem Bach gespeist. Dieser führte von der Quelle an den Pfannäckern über den Spitalsee zur Naturheilschanze (siehe: Urkataster von 1864, Innenstadt, Spitalseeplatz). Von dort floss das Wasser durch den äußeren Wassergraben der Stadtbefestigung, der an der Unteren Mainschanze (Merianscher Plan, u) in den Main mündete.
Das bayerische Urkataster (1808–1864) zeigt nur noch Trockengräben, mit Künette in der Mitte der Sohle des Hauptgrabens.

### Schanzen
Kurz vor Ende des Dreißigjährigen Kriegs, den die Stadt nahezu unbeschadet überstand, hielt der Generalfeldmarschall der schwedischen Armee Karl Gustav Wrangel 1647/48 die Stadt besetzt. Er ließ die veraltete, mittelalterliche Stadtmauer zu einer modernen Befestigungsanlage ausbauen. Schanzen wurde vor der Stadtmauer angelegt. Wrangel hatte sein Hauptquartier am Roßmarkt. Im Nordosten sind die Schanzen noch teilweise erhalten. Auf dem Merianschen Plan sind, einschließlich der Maininsel Bleichrasen, zwölf neuzeitliche Schanzen mit vorgelagerter Glacis eingezeichnet. J. K. Bundschuh, Archidiakonus und Professor in Schweinfurt zählt in seinem 1802 erschienenen Buch: Beschreibung der Reichsstadt Schweinfurt - ein historisch-topografisch-statistischer Versuch elf Schanzen: „Eine Fortifikation mit neuen ganzen und 2 halben Bollwerken.“ Oeller nannte auf seiner Skizze zu allen Schanzen die Namen und z. T. Alternativnamen, mit Ausnahme der mittleren Schanze des Nordwalls (Nr. 6). Auf den Schanzen wurden spätestens im 19. Jahrhundert Grünanlagen angelegt.

### Aufbau der ausgebauten Stadtbefestigung
Nach ihrem Ausbau im 17. Jahrhundert besaß die Schweinfurter Stadtbefestigung nach dem Merianschen Plan von 1656 im Osten einen sechsteiligen Aufbau. Von innen nach außen mit: Stadtmauer, Wassergraben, Schanzen, zweiten Wassergraben, Kontergarde (mit gedeckten Weg) und Glacis. Am Nord- und Westwall gab es keine natürlichen Hindernisse (wie Marienbachtal und Main). Hier wurde ein achtteiliger Aufbau geschaffen (zusätzliche Mauer und Wassergraben) mit insgesamt drei Wassergräben. Die Schanzen wurden durch Kurtinen verbunden. Die neue Befestigungsanlage wurde durch kurze, querlaufende Wassergräben in einzelne, vollständig vom Wasser umgebene Abschnitte (Inseln) aufgeteilt. So konnte der Feind die Anlage nur etappenweise erobern. Die mittelalterliche Reichsstadt war zu einer neuzeitlichen Festungsstadt ausgebaut worden.
Die nachfolgende Auflistung der Stadtbefestigungs-Abschnitte, einschließlich ihrer heutigen Grünanlagen und Parks, beginnt im Osten, am ältesten Stadtviertel Zürch und erfolgt gegen den Uhrzeigersinn (entsprechend der Schanzen-Nummerierung auf dem Merianschen Plan).

## Ostwall

### Unterer Wall/Mühltorschanze
An der hier erhaltenen Stadtmauer vor dem Altstadtquartier Zürch, einem ehemaligen Burgenviertel, liegen zwei Pulvertürme. Zwischen Stadtmauer und Marienbach befanden sich zwei Schanzen mit vorgelagerten Wassergräben. Die Obere Mainschanze, auch Ziegelhüttenschanze genannt (siehe oberer Merianischer Plan, Nr. 1), lag vor der südöstlichen Ecke der Stadtmauer unweit des Mains. Nördlich folgte die Mühltorschanze vor dem Mühltor (Nr. 2).
Das Areal am Unteren Wall war danach bis ins 20. Jahrhundert locker und ungeordnet bebaut, im Norden mit einem Straßenbahndepot und zuletzt den Ringgaragen. Heute befindet sich hier eine Grünanlage mit einer Platanenallee als Bindeglied zur nördlich gelegenen Grünanlage am Oberen Wall. Über den südlichen Pulverturm gelangt man über Treppen auf den Wall und in den Zürch. In der Grünanlage am Unteren Wall findet jährlich die Altstadt-Kirchweih statt (siehe: Schweinfurt, Kirchweihen).

Unterer Wall
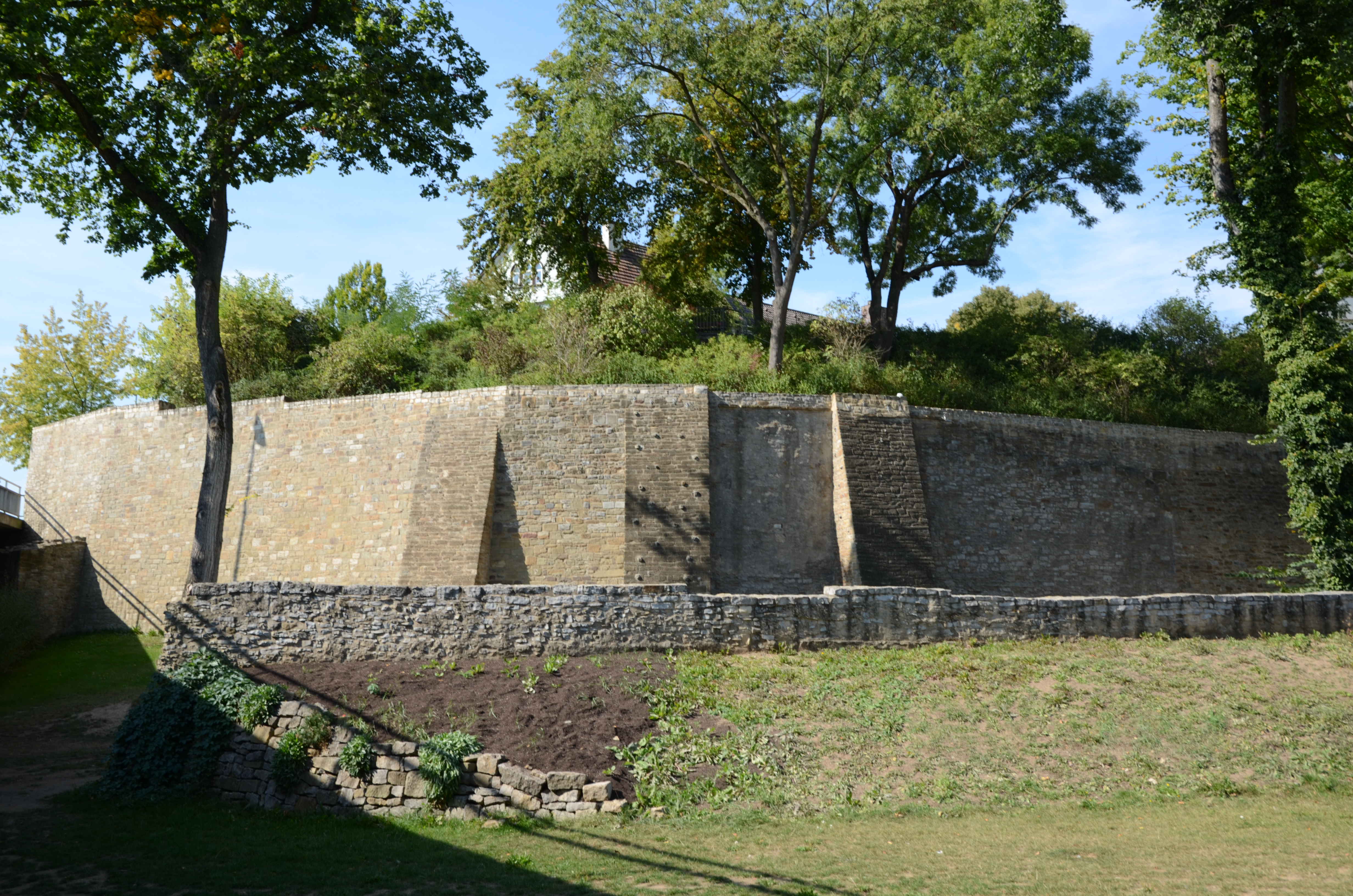
Stadtmauer 2012. An der einstigen Hennebergischen Reichsburg
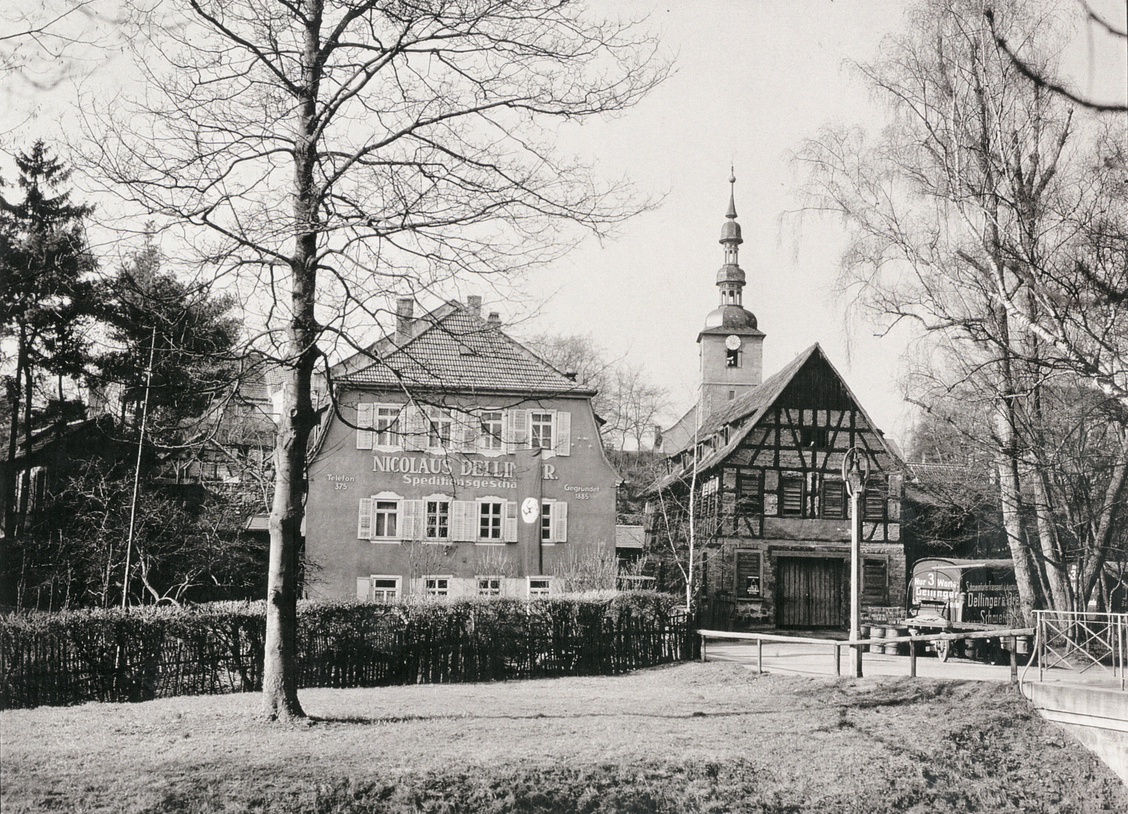
Unterer Marienbach 1930? Spedition Dellinger und St. Salvator
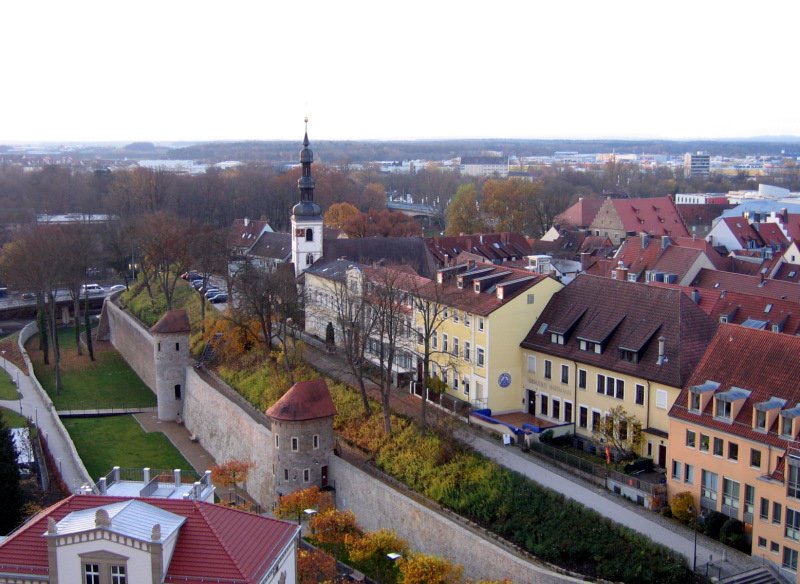
Unterer Wall 2008. Blick Richtung Main, mit zwei Pulvertürmen und Stadtgraben
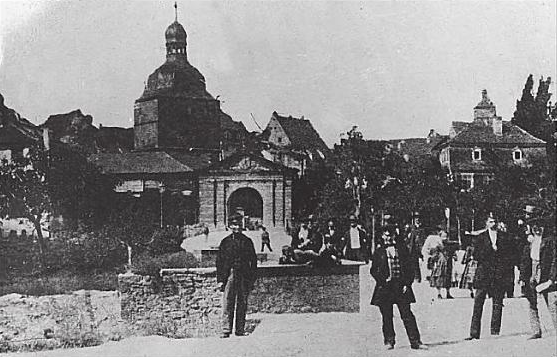
Mühltor vor 1876. Mühltorschanze (Nr. 2), Vortor und Mühltor (M)

### Oberer Wall/Grünanlage Philosophengang
Die Stadtmauer am Oberen Wall geht auf die erste, bis 1437 errichtete Mauer zurück; da die Altstadt wegen des Tals des Marienbachs in östlicher Richtung nicht weiter wachsen konnte.
Archäologische Ausgrabungen und der Meriansche Plan weisen auf eine zweite, vorgesetzte Mauer hin, wodurch ein Zwinger entstand. Diese Mauer aus der frühen Neuzeit lag auf halber Höhe des Abhangs (siehe unteres linkes Bild) unterhalb der mittelalterlichen Mauer. Spätestens in diesem Zusammenhang entstand vermutlich der rechteckige Weiße Turm (siehe unteres linkes Bild), auf den die zweite Mauer stumpf zulief. Ein unterirdischer Gang führt von der Krummen Gasse zum Weißen Turm. Am Oberen Wall befand sich die Hauptwache (siehe Merianscher Plan, Buchstabe H).
Entlang des Oberen Walls zieht sich heute eine Grünanlage. Sie folgt dem Philosophengang, vorbei an einem Teich und dem Haus Marienthal.

### Samtturm
An der Nordostecke der Stadtmauer steht an ihrer höchsten Stelle der Samtturm, einst auch Arrestturm. Der Rundturm mit Haube wurde 1561 wiederhergestellt oder neu errichtet. Der Name wurde infolge einer sprachlichen Ungenauigkeit aus dem Französischen „le sommet“, für Gipfel, abgeleitet.

Oberer Wall/Grünanlage Philosophengang
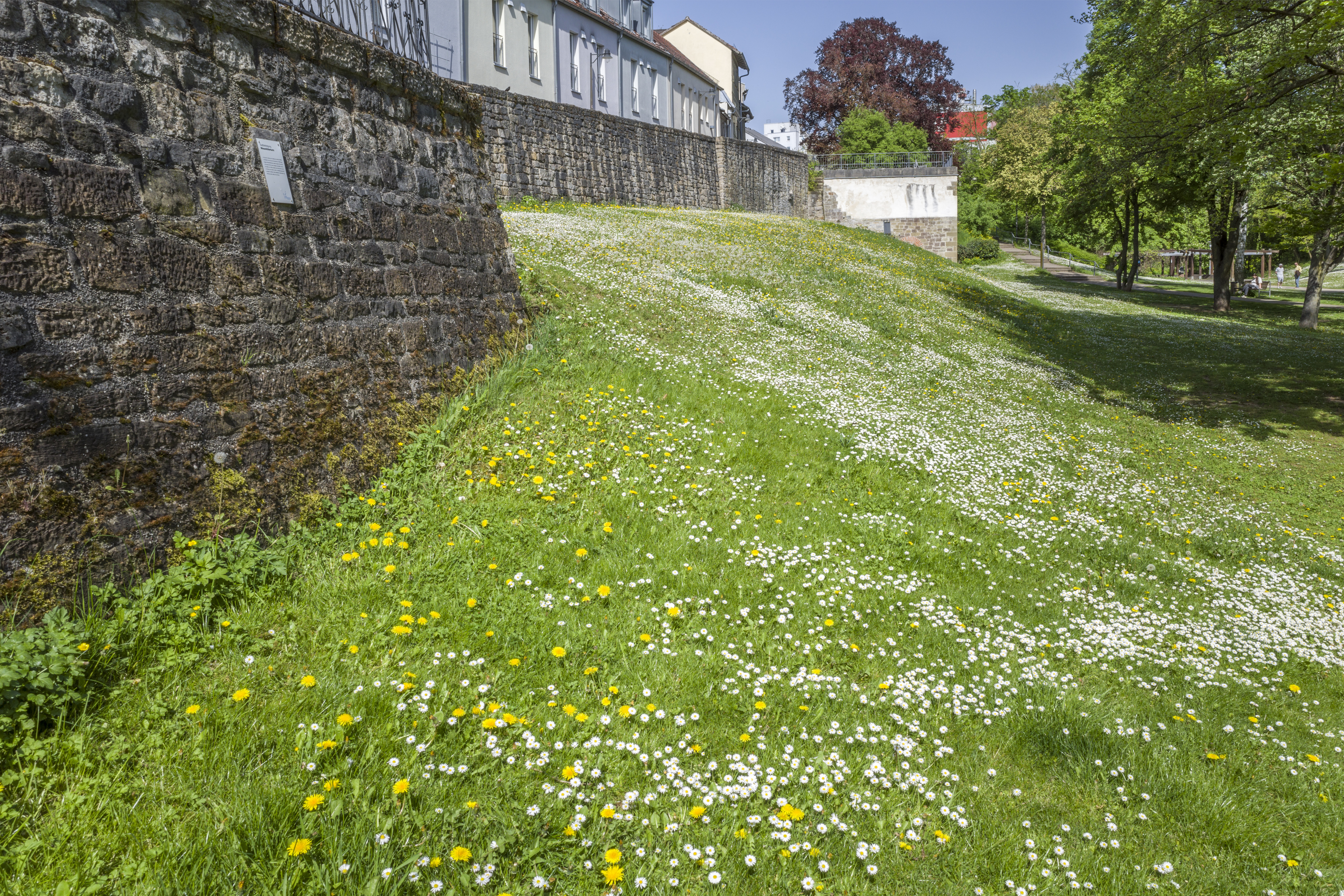
Stadtmauer am Oberen Wall. Im Hintergrund Reste des rechteckigen Weißen Turms
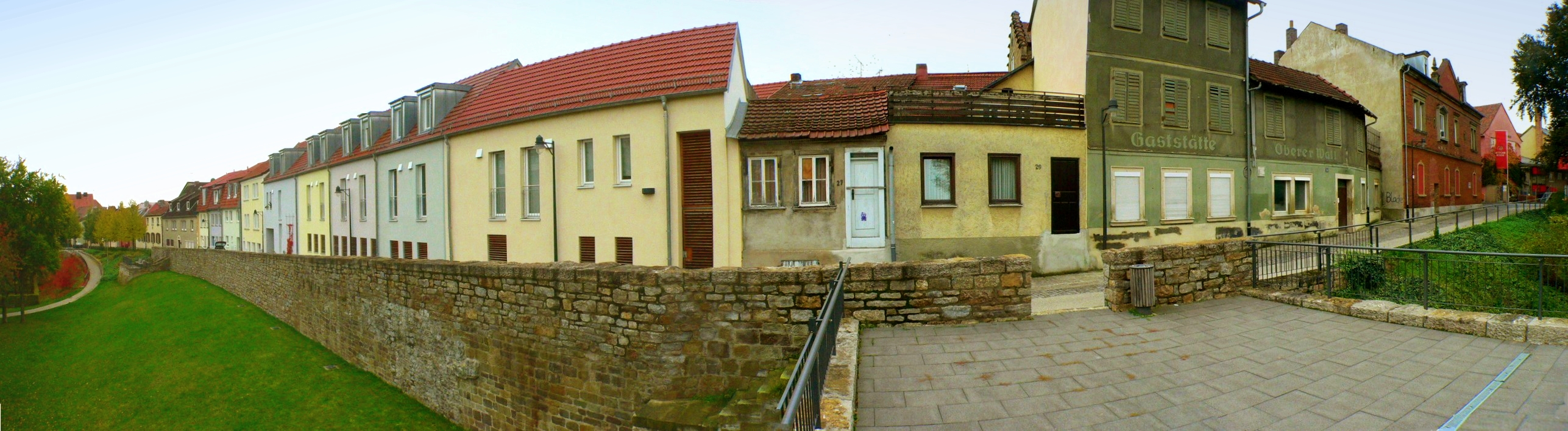
Panoramablick vom Weißen Turm auf den Oberen Wall im Jahre 2008
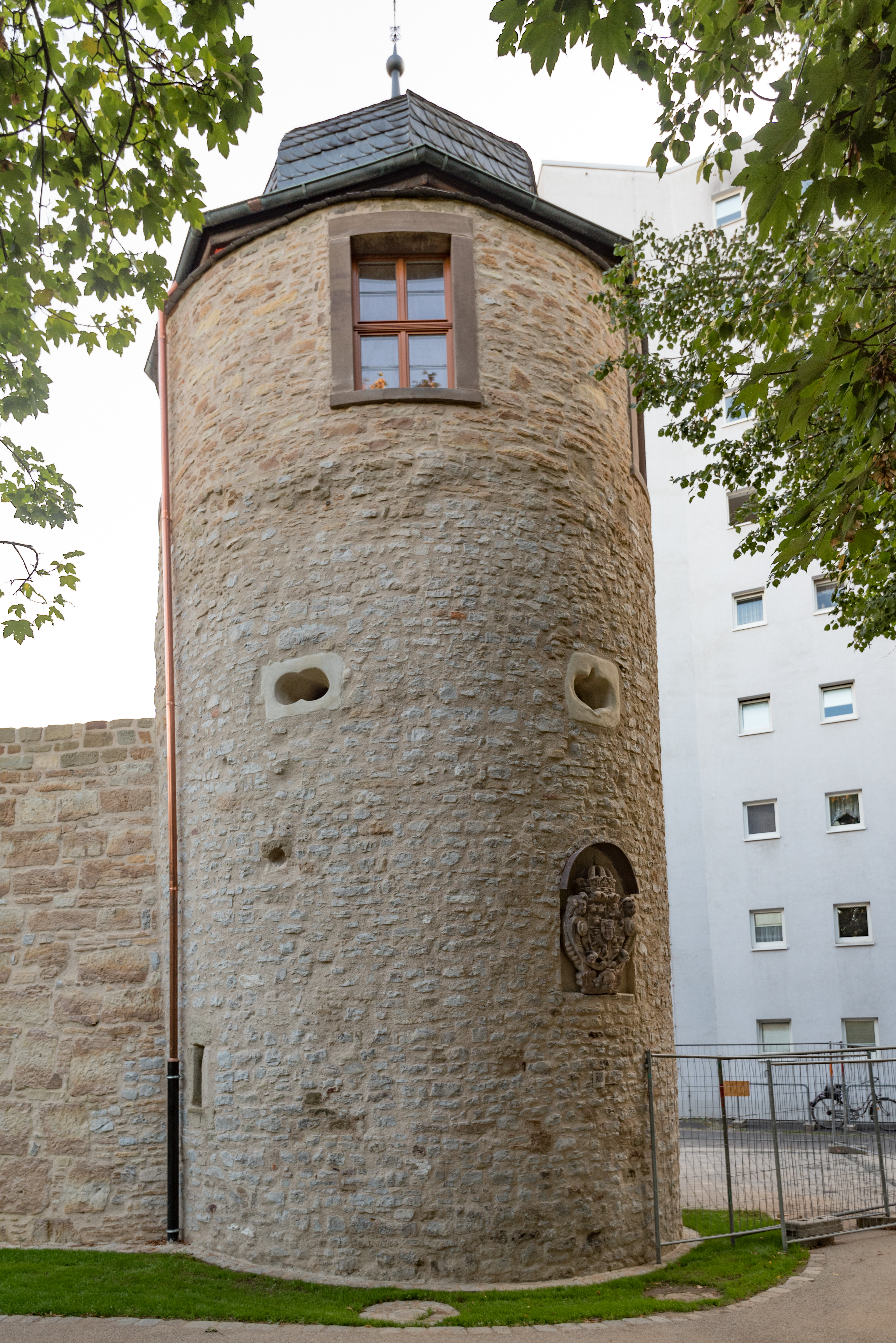
Samtturm
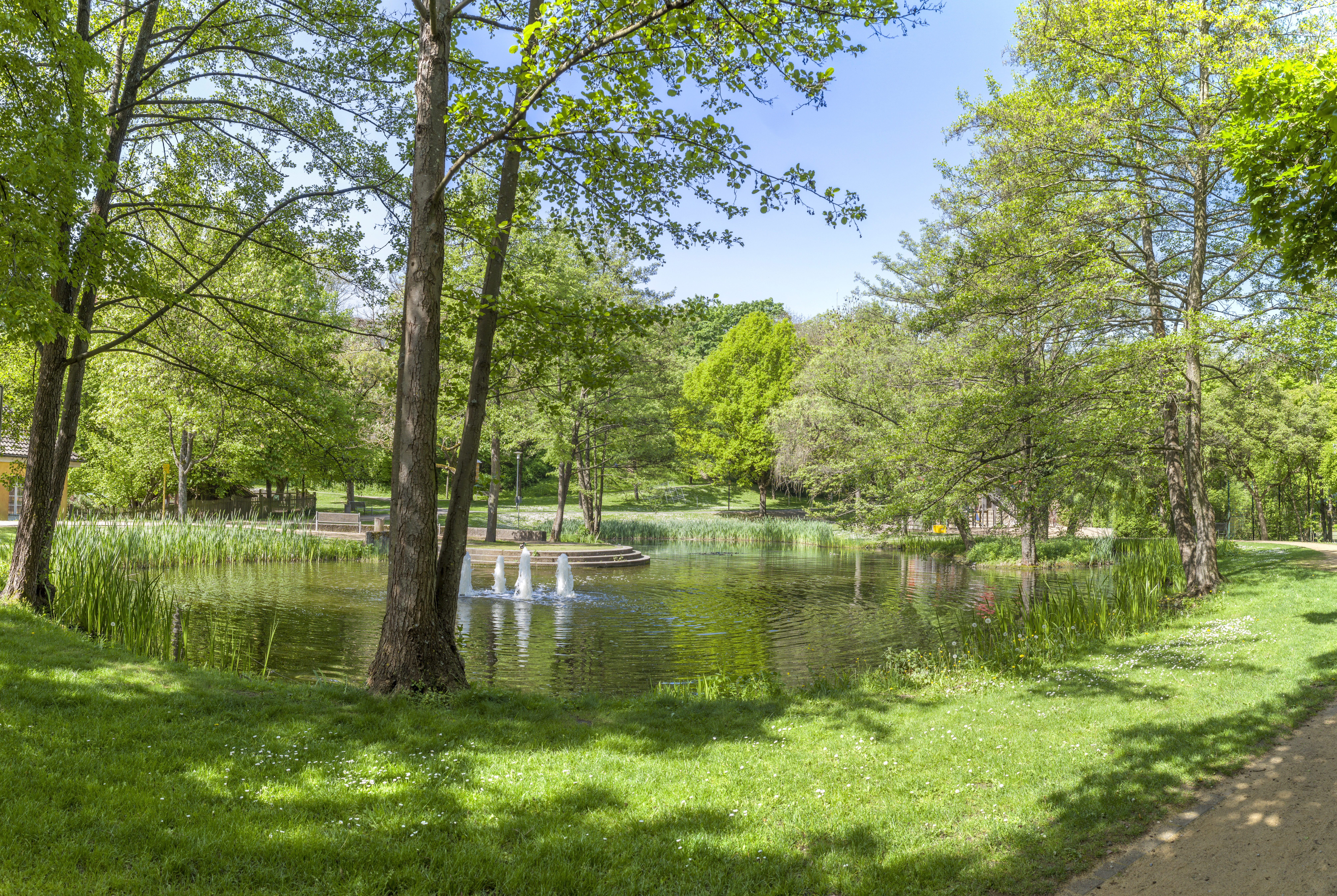
Grünanlage am Philosophengang, mit Teich

## Nordwall

### Stadterweiterung
Im 15. Jahrhundert wurde die Stadt nach Norden und Westen erweitert (siehe: Altstadt, Stadterweiterung im 15. Jahrhundert). 1446 wurde die nördliche Stadtmauer und das Obertor vom (inneren) Graben (heutiger Straßenname) nach Norden verlegt.

### Östliche Obertorschanze/Motherwellpark
Die östliche Obertorschanze wird auch Hohes Eck oder Wirsingschanze genannt (Nr. 4). Die Mauern der Schanze blieben erhalten, wurden in den 1980er Jahren saniert und stehen unter Denkmalschutz. Damals wurde auf der Schanze der Motherwellpark angelegt, benannt nach der schottischen Partnerstadt Schweinfurts Motherwell.

Östliche Obertorschanzen/Motherwellpark
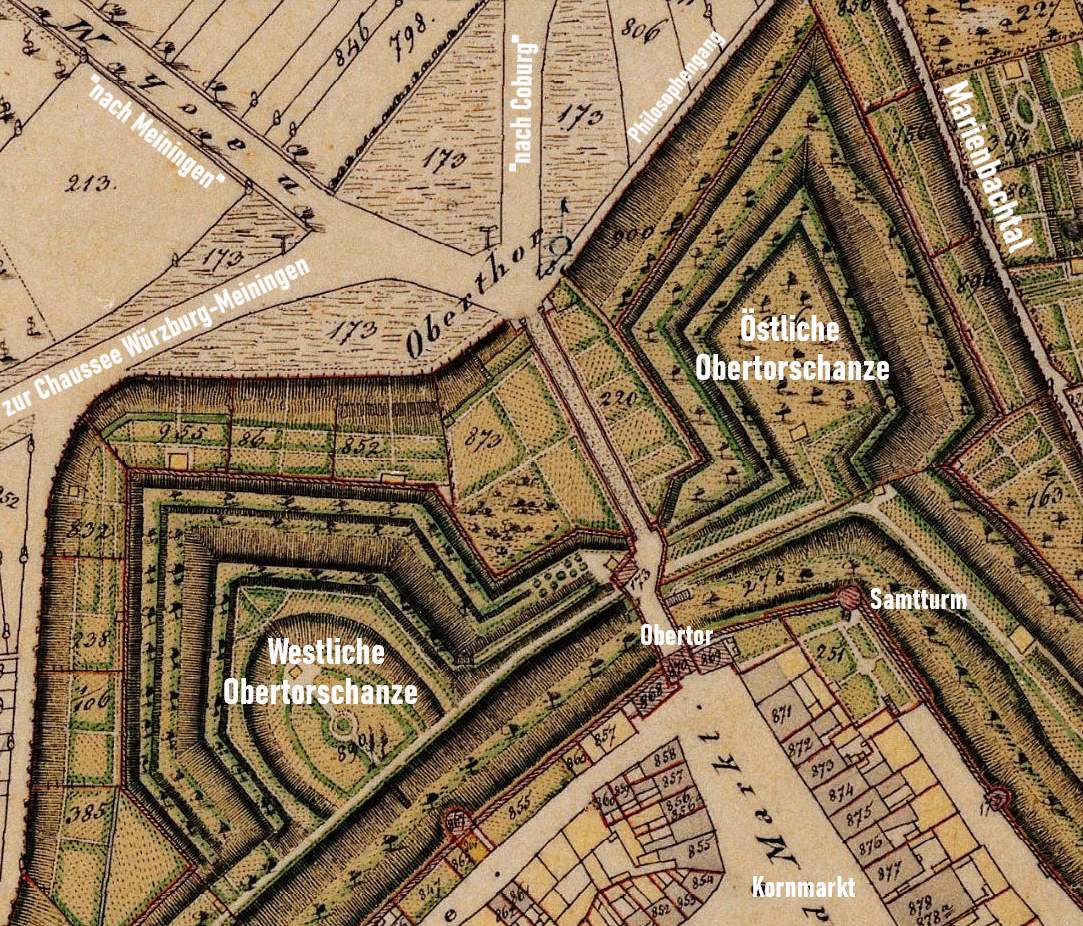
Obertorschanzen. Bayerisches Urkataster (1808–1864)
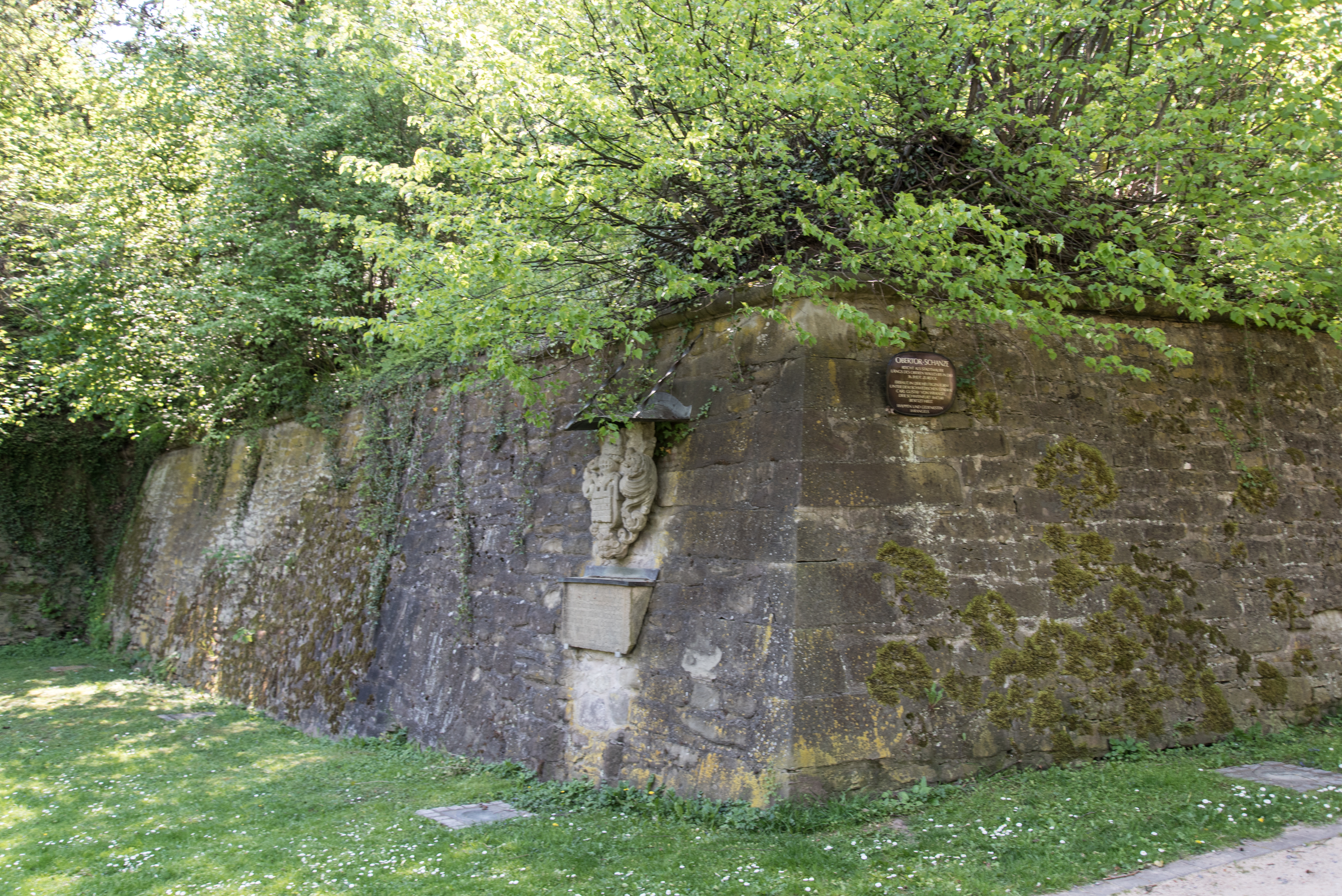
Östl. Obertorschanze (Nr. 4) mit östlicher Face1 (rechts) und südöstlicher Flanke2 (links) mit Wappen und Gedenkstein Karl Gustav Wrangels aus damaliger Zeit
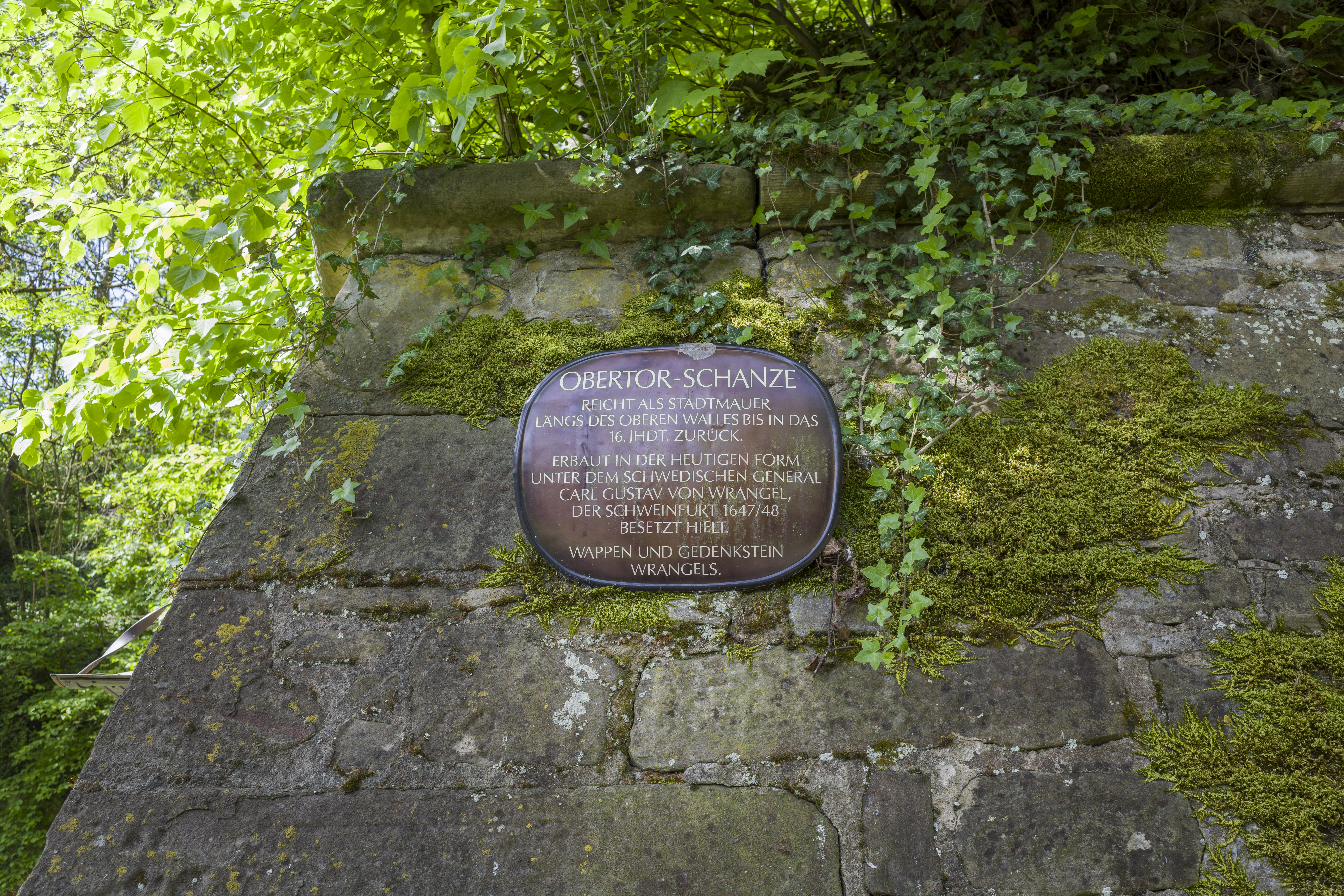
Informationstafel zur Schanze und zu Wrangel (bitte vergrößern)
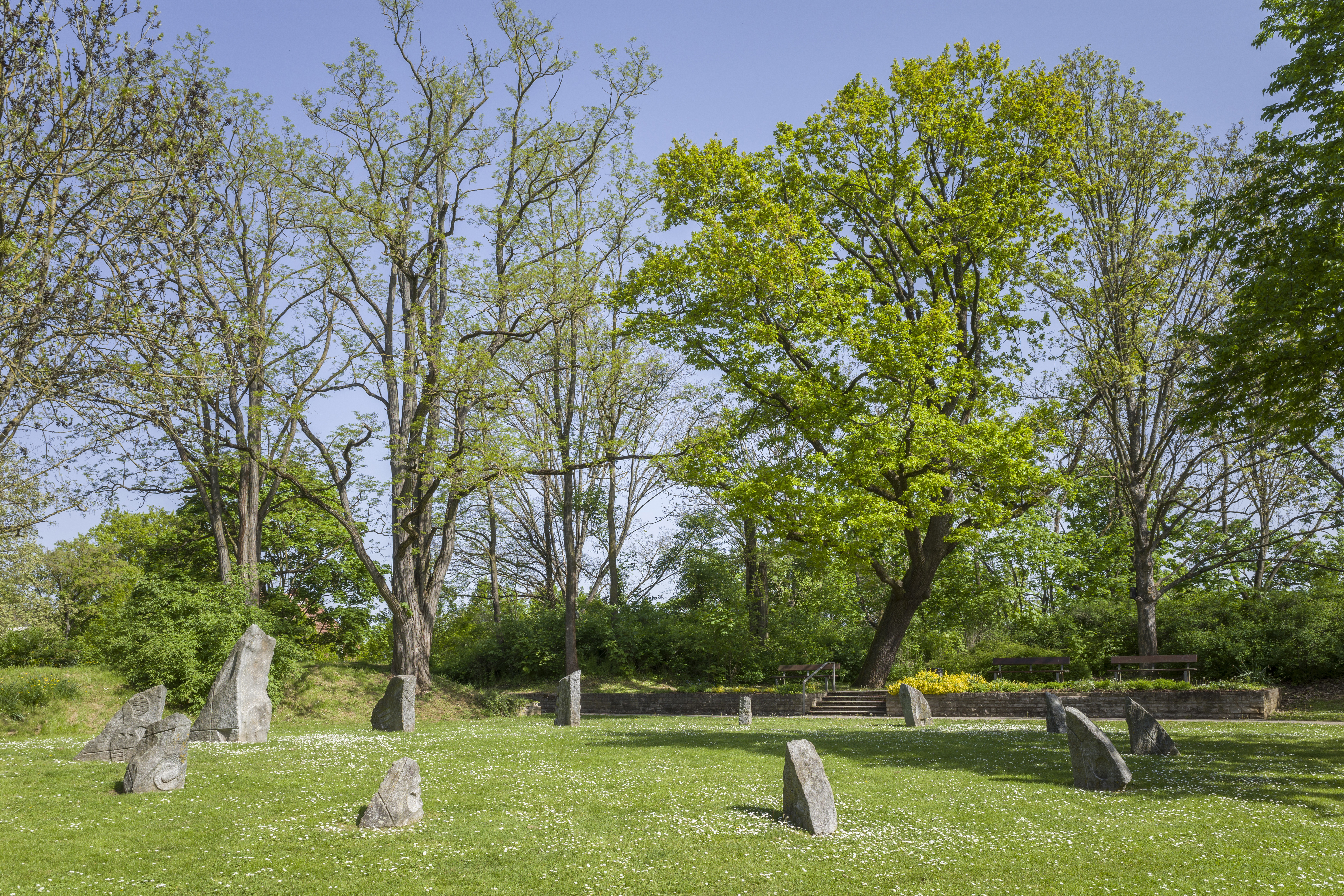
Motherwell-Park auf der östlichen Obertorschanze mit Steinkreis

1 Die dem Angreifer zugekehrte Seite eines Festungsbauwerks

2 Verbindung der Face mit dem Hauptwall

### Westliche Obertorschanze/Fichtelsgarten
Der Park liegt westlich des einstigen Obertors, auf der westlichen Obertorschanze, auch Hohe Schanze oder später Fichtelsschanze genannt (siehe Merianscher Plan, Nr. 5). Ein Tor in der Stadtmauer verbindet den Fichtelsgarten mit der Neuen Gasse.
Für den Fichtelsgarten machte Mies van der Rohe 1964 einen nicht umgesetzten Entwurf. Auf der Schanze, mit einer großen Freitreppe, sollte das Museum Georg Schäfer errichtet werden (siehe: Museum Georg Schäfer, Geschichte). Der Entwurf wurde später als Neuen Nationalgalerie in Berlin realisiert.

Westliche Obertorschanze/Fichtelsgarten
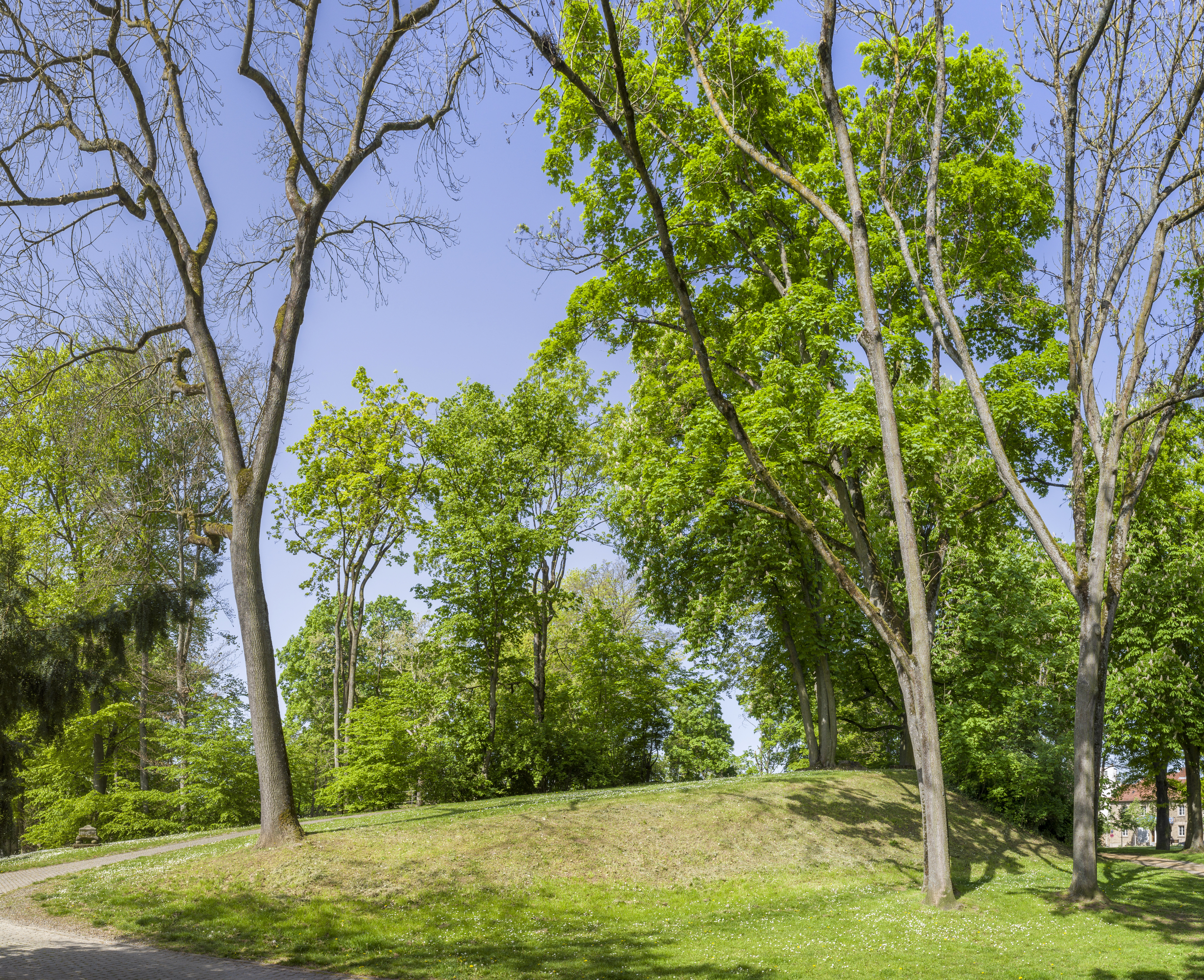
Westliche Obertorschanze (Nr. 5) mit Fichtelsgarten
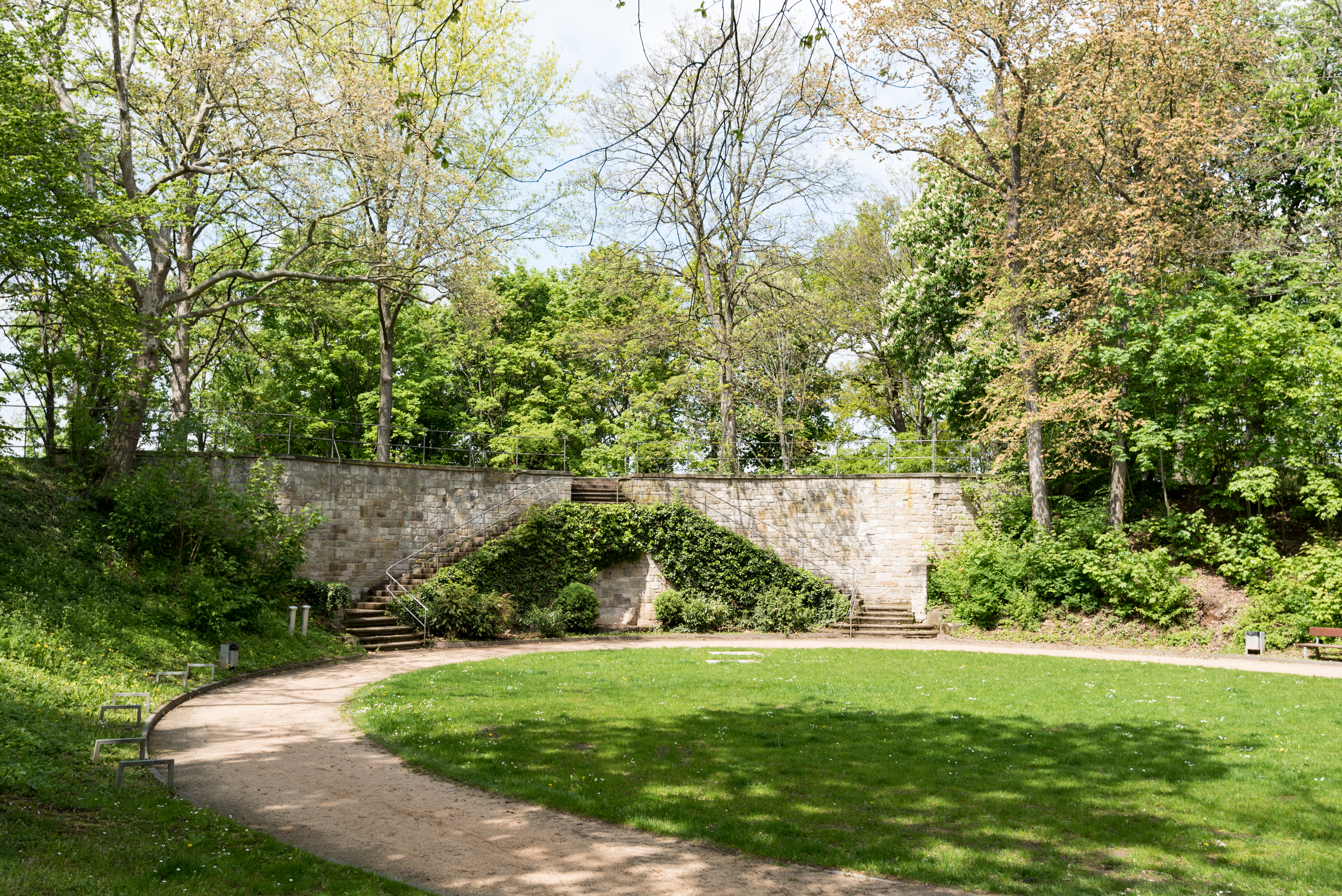
Fichtelsgarten mit Treppenaufgang als Überrest der Fichtelsvilla
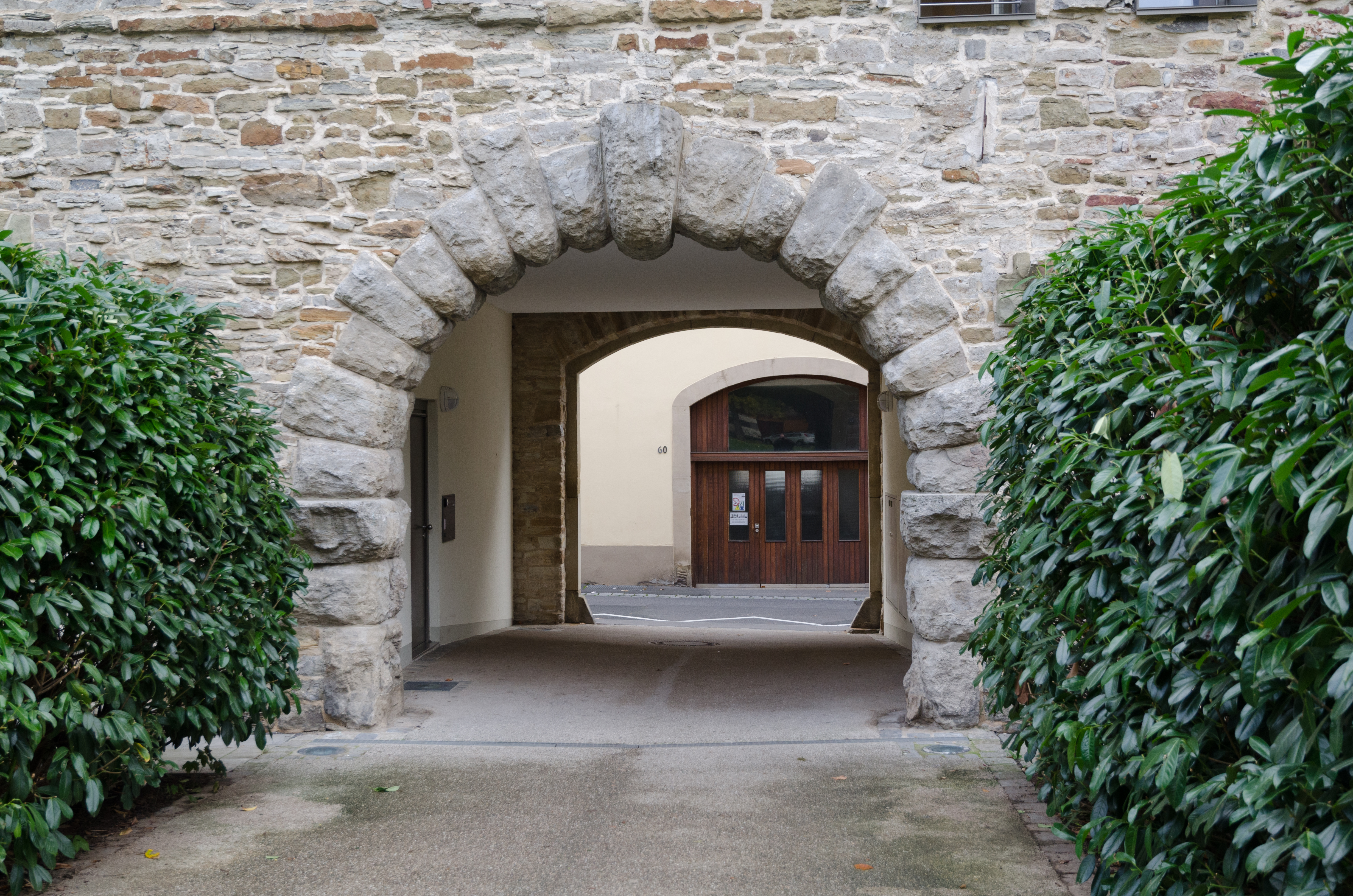
Stadtmauer-Außenseite. Tordurchbruch aus neuerer Zeit von der Neuen Gasse zum Fichtelsgarten
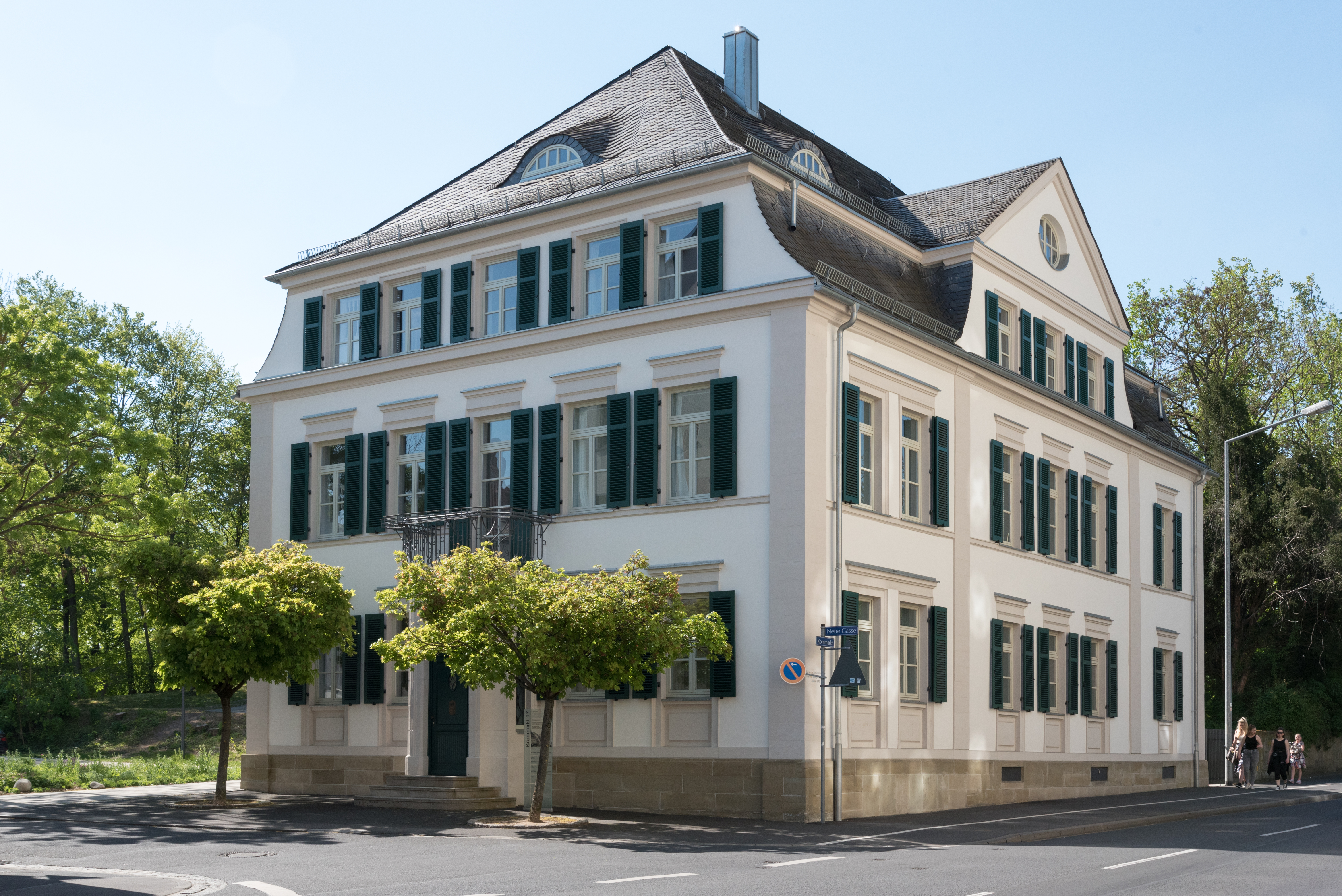
Sattlervilla (Kornmarkt 17) am Fichtelsgarten

#### Sattlervilla
Das Haus unmittelbar links des einstigen Obertors (Kornmarkt 17) stammt vermutlich aus den 1850er Jahren. Es war das alte Wohnhaus der Familie Fichtel und wurde 1915 zur sogenannten Sattlervilla im neubarocken Stil umgebaut. Hedwig Fichtel-Graetz beauftragte dazu den Architekten Carl Sattler, der u. a. Schloss Elmau plante und an der Technischen Hochschule Dresden beim Erbauer des Reichstagsgebäudes Paul Wallot studierte.
Siehe auch: Altstadt, Kornmarkt

#### Fichtelsvilla

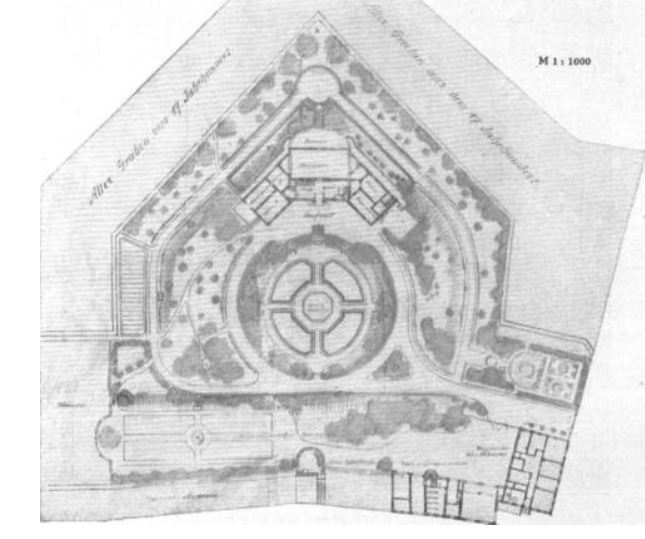
Lageplan der Fichtelsvilla in der westlichen Obertorschanze (Nordwesten ist oben)

Die Fichtelsvilla lag auf der westlichen Obertorschanze. Sie wurde ebenfalls von Carl Sattler geplant und 1915 fertiggestellt. In die Schanzenanlage aus dem 17. Jahrhundert musste die Villa mit dem dazugehörigen Park eingefügt werden. Die Erschließung der Schanze mit Wegen in der bereits vorhandenen Grünanlage wurde im Prinzip beibehalten. Die Villa wurde an der höchsten Stelle der Bastion errichtet. Villa und Park wurden beim Einmarsch der Amerikaner in die Stadt am 10. April 1945 fast völlig zerstört.

### Neue Gasse

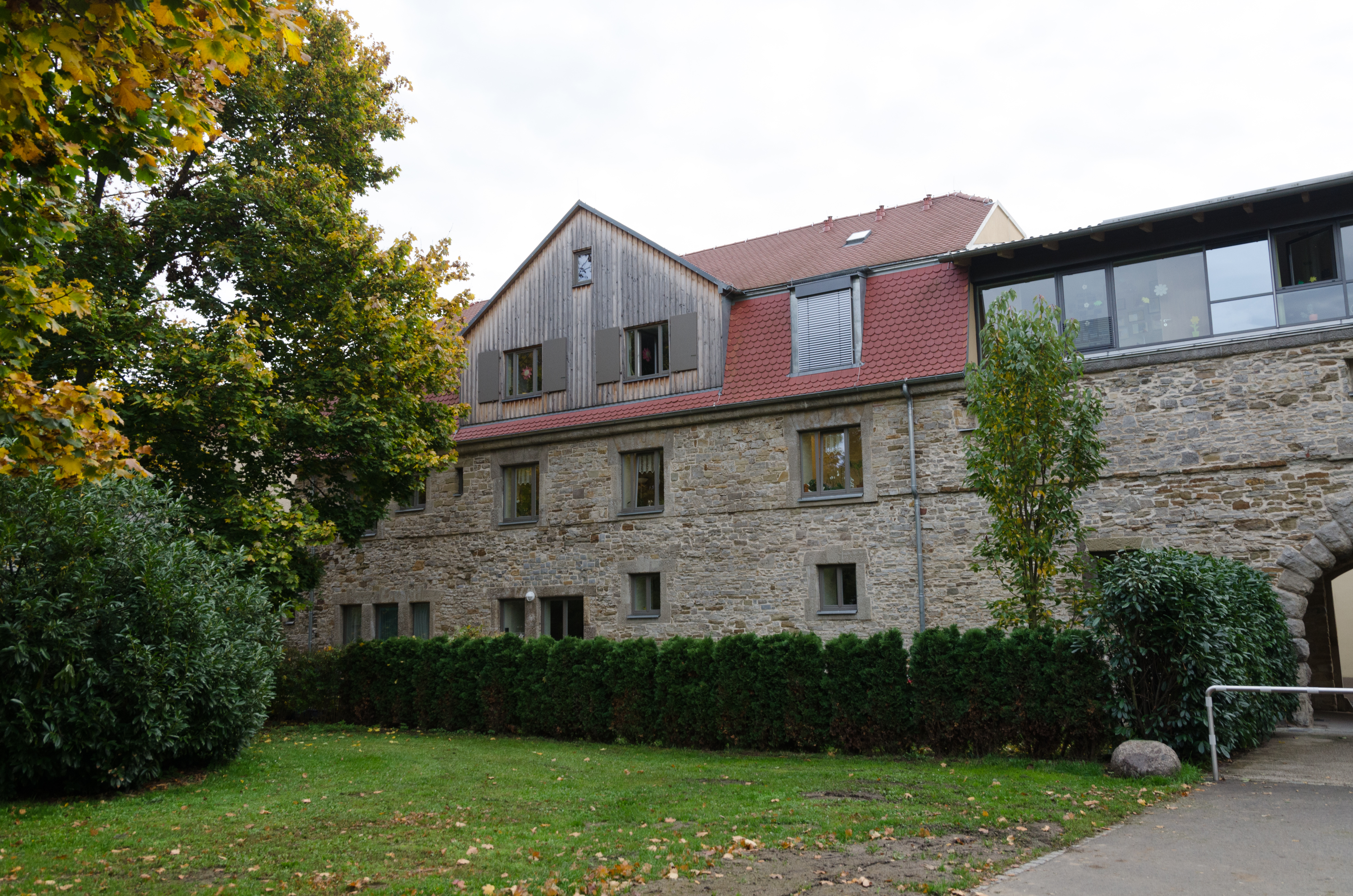
Stadtmauer als Außenmauer ins Haus Neue Gasse 55 integriert

Die Stadtmauer entlang der Neuen Gasse wurde im Zuge der Stadterweiterung im 15. Jahrhundert angelegt (siehe: Stadterweiterung). Bei den Häusern an der Nordseite der Gasse ist an der Rückseite die Stadtmauer noch teilweise erhalten und als Außenmauer in die Häuser integriert. Auf dem Grundstück Neue Gasse 11 (Baulücke) steht der gut erhaltene Wartturm, auch Henkersturm genannt.

### Höpperle
Das Höpperle (Schweinfurterisch: kleiner Hügel) ist eine kleine Anhöhe westlich des einstigen Neutors; im weiteren Sinn wird damit der gesamte Abschnitt der Stadtmauer vom Neutor bis zum Gefängnis bezeichnet.  Dieser Abschnitt bestand aus zwei Mauern, zwischen denen zur Erhöhung der Standfestigkeit Erde aufgeschüttet war. Auf der Aufschüttung verlief der sogenannte Höpperlesweg.

#### Schweinehirtenturm (Höpperlesturm)
Am Höpperle liegt der Schweinehirtenturm (auch: Höpperlesturm oder Wohnturm). Er wurde 1564 erbaut und war bis zu seiner Zerstörung im Zweiten Weltkrieg bewohnt. Auf Initiative von Peter Hofmann (SPD-Stadtrat und Herausgeber des schweinfurtführer.de) wurde er 2016 wieder aufgebaut.

Höpperle
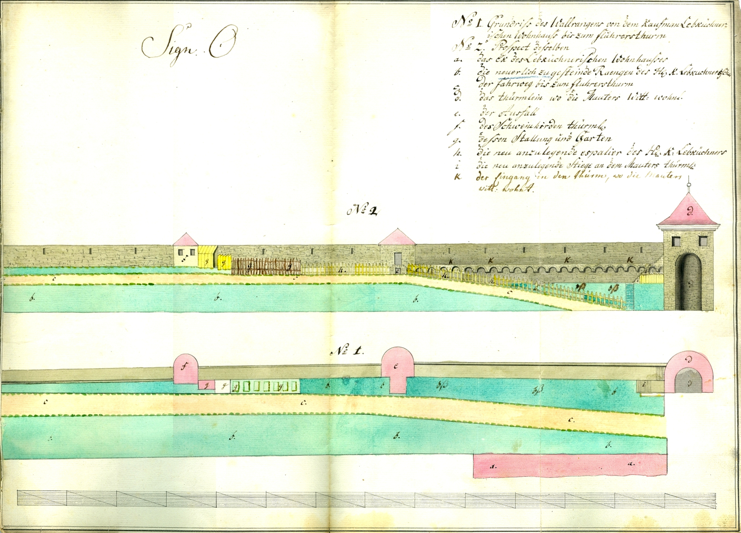
Plan Stadtmauer-Innenseite vor 1868. Höpperle mit Neutor, Ausfallturm und Schweinehirtenturm (von rechts)
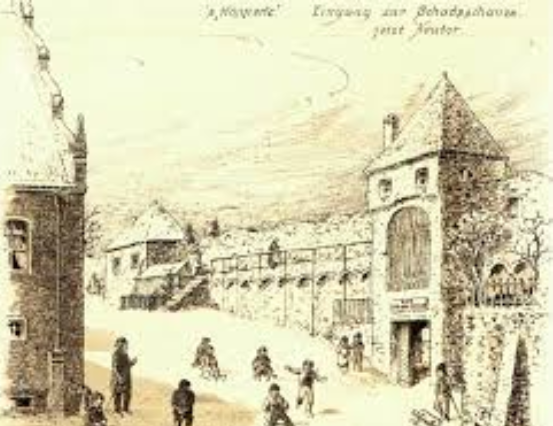
Höpperle im Winter. Neutor, Stadtmauer mit Wehrgang, Ausfallturm (links) und Lebküchnerhaus (ganz links).
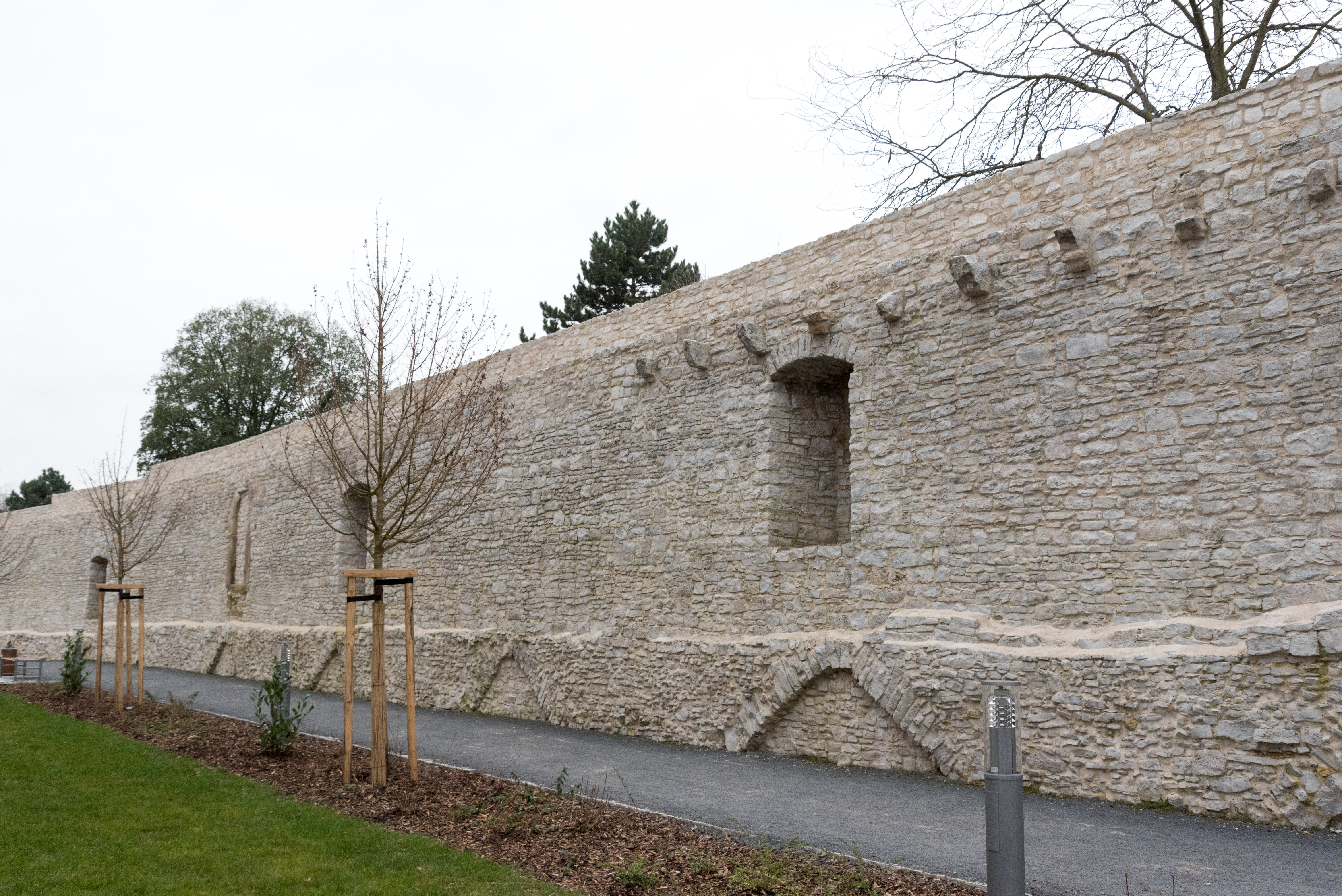
Stadtmauer-Innenseite 2016. Rechts oben Konsolen die den Wehrgang trugen (vgl. 2. Bild von links)
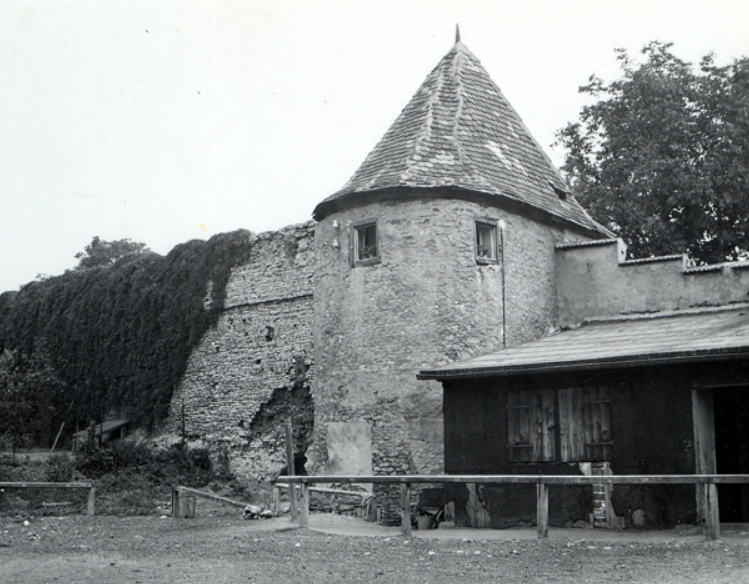
Stadtmauer-Außenseite vor 1945. Schweinehirtenturm (Höpperlesturm), im Krieg zerstört, 2016 wieder aufgebaut

### Christina-Schanze/Châteaudun-Park
Nordwestlich des Neutors lag vor der Stadtmauer die Christina-Schanze (auch: Christinenschanze; siehe Merianscher Plan, Nr. 7). Sie wurde nach der Königin Christina von Schweden benannt, der Tochter Gustav Adolfs II. Ihr Wappen wurde in die Schanze eingemauert. Das Wappen befindet sich heute an der Friedenschule in der südwestlich der Schanze beginnenden Ludwigstraße.

#### Schad Schanze
Später wurde die Schanze auch Kalte Herberge und Schad Schanze (auch: Schadsche Schanze) genannt, nach dem Besitzer Michael Schad einer beliebten Gartenwirtschaft auf der Schanze. Schließlich wurde sie Saalbauschanze genannt, nach dem bekanntesten Gastwirt Michael Mayer des später hier errichteten Saalbaus. Die Schanze wurde für den Neubau des 1966 eröffneten Stadttheaters abgetragen. Auf ihrem Areal liegt heute der Châteaudun-Park, benannt nach Schweinfurts französischer Partnerstadt Châteaudun.

Christina-Schanze/Châteaudun-Park
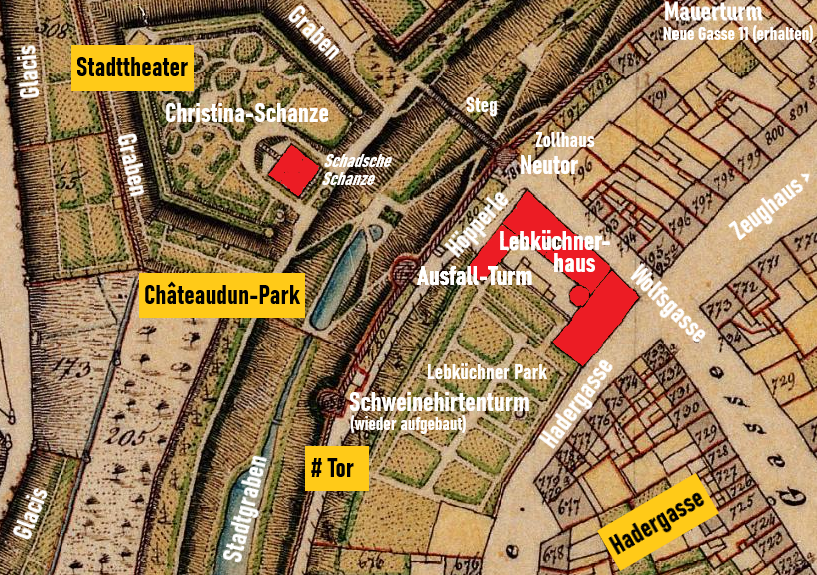
Urkataster von 1864. Stadtbefestigung Bereich Höpperle und Christina-Schanze (Nr. 7). Weiße Schrift: auf Urkataster eingezeichnet. Schwarze Schrift: heutiger Bestand
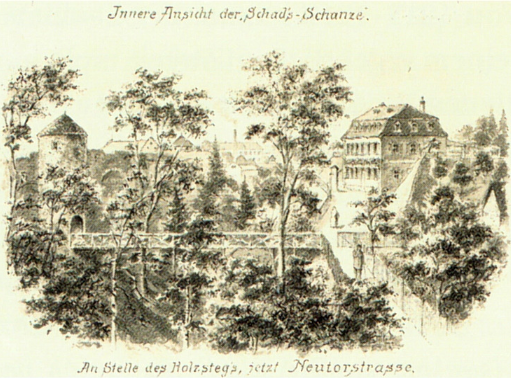
Stadtgraben-Steg (Abbruch 1871). Links Neutor, rechts Schad Schanze mit Gaststätte
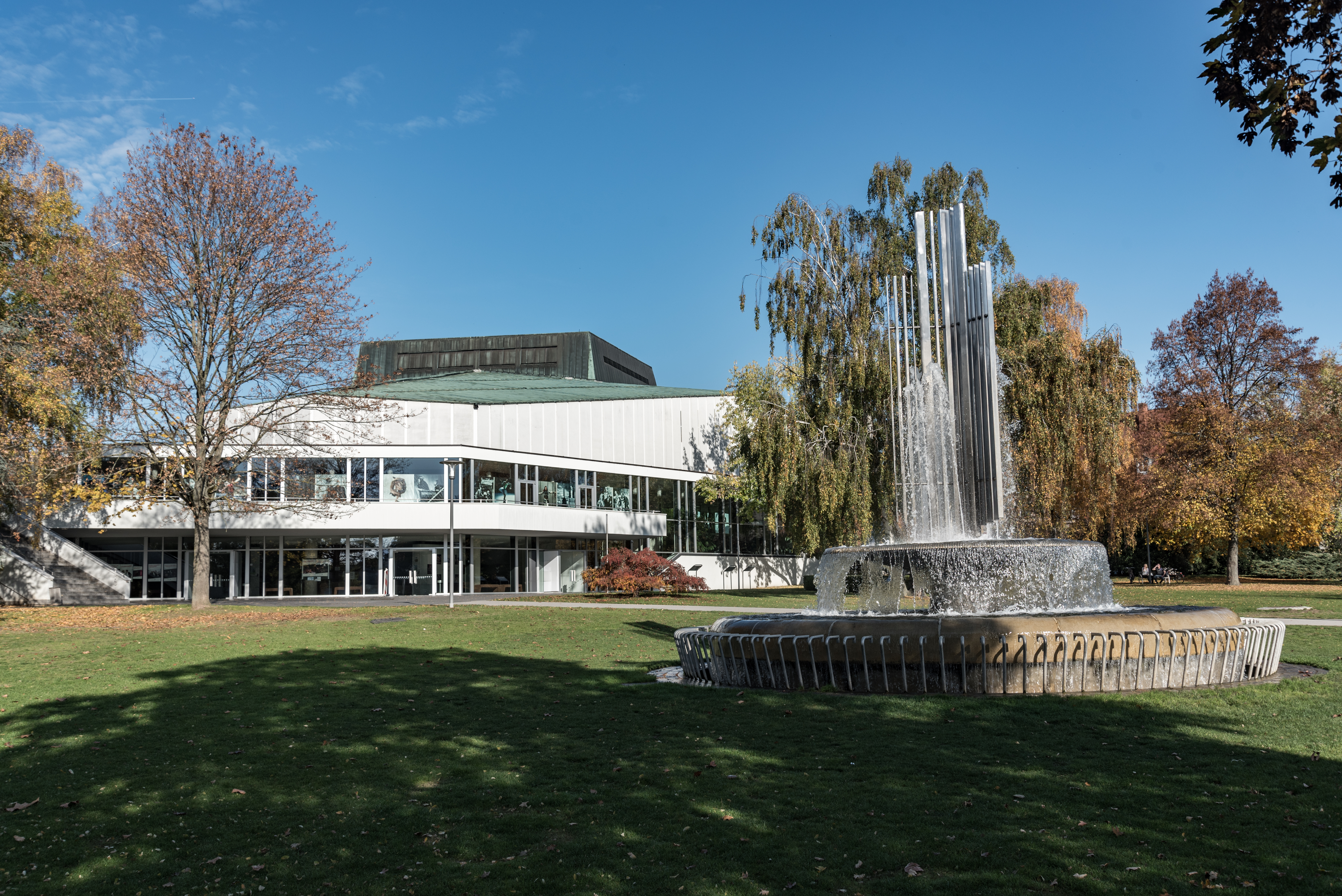
Châteaudun-Park mit Brunnen und Stadttheater

## Westwall

### Naturheilschanze/Kunsthalle

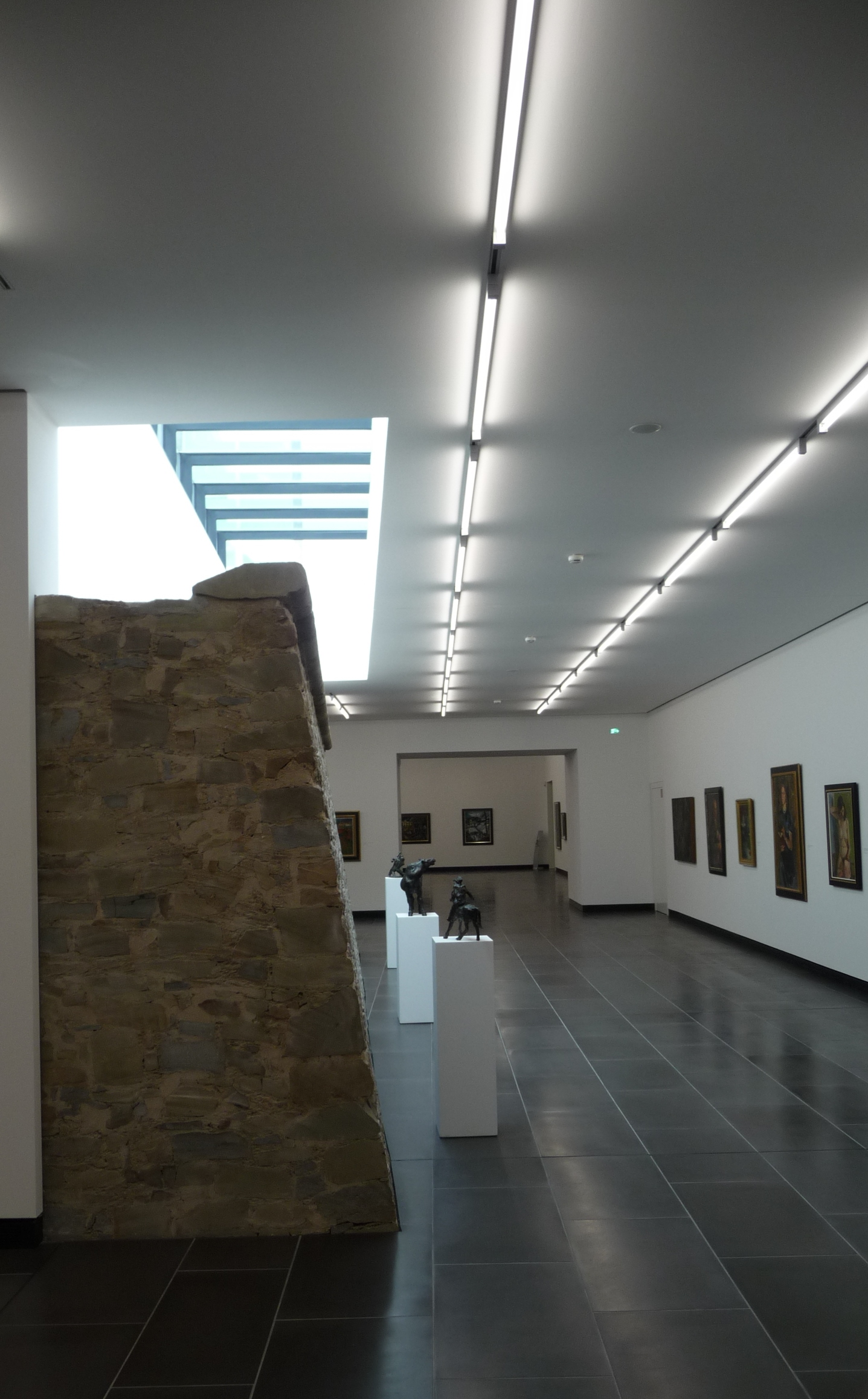
Freigelegte Futtermauer der Naturheilschanze (Nr. 8)
in der Kunsthalle Schweinfurt

Die sogenannte Naturheilschanze (Nr. 8) markiert die Ecke zwischen Nord- und Westwall. Sie wurde vom schwedischen General Wrangel 1648 begonnen und nach Ende des Dreißigjährigen Krieges von der Stadt fertig gestellt.
Beim Umbau des Ernst-Sachs-Bades zur Kunsthalle Schweinfurt war aufgrund von Plänen des 19. und 20. Jahrhunderts mit Resten der Schanze zu rechnen. Bei Arbeiten zur Unterkellerung des Innenhofs des einstigen Bades wurde tatsächlich eine Futtermauer der Südostflanke der Naturheilschanze entdeckt und freigelegt. Die Mauer wurde im Untergeschoss der Kunsthalle sichtbar gemacht und auch vom Innenhof durch ein Oberlicht (Lichtraupe).

### Hirtenturm/Warenhaus Horten und C&A

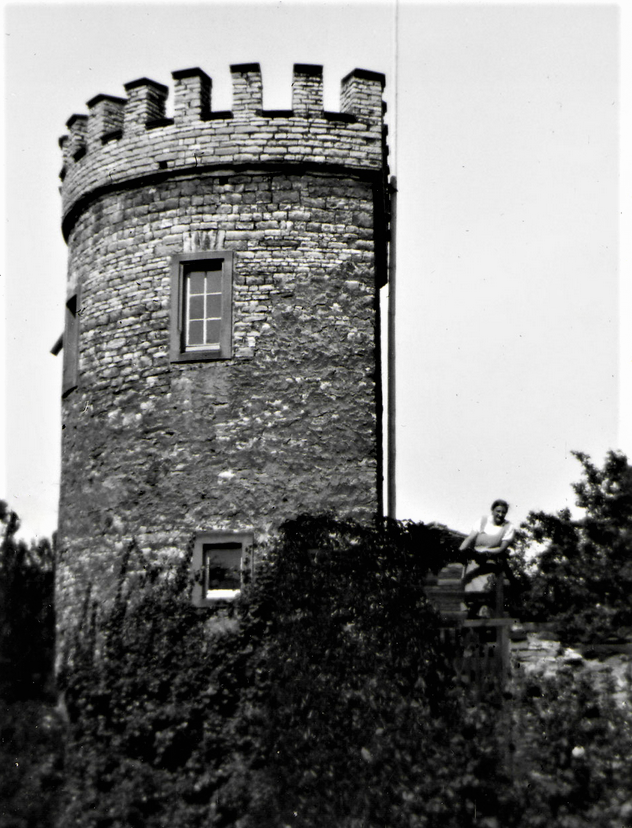
Obere Teil des Hirtenturms stammt aus neuerer Zeit
(bitte Bild vergrößern)

Im Grüngürtel am Jägersbrunnen lag die Barthels-Villa. Der Stadtrat genehmigte 1963 in geheimer Sitzung das Baugesuch der Helmut Horten GmbH (zuletzt bis 2024 Galeria Kaufhof) „die auf dem Gelände der ehemaligen Barthels Villa ein Kaufhaus bauen will.“ Die Regierung von Unterfranken, die dem Bebauungsplan zustimmen musste, verhielt sich ablehnend, da die Überbauung des Stadtgrabens allen städtebaulichen Grundsätzen widerspräche. Die Helmut Horten GmbH forderte die Stadt auf, den Bau des Warenhauses zu genehmigen:
Eine an sich verständliche, weil historisch bedingte, konservative Denkweise muss gegenüber den baulich entwicklungsmäßigen Erfordernissen der Gegenwart zurücktreten. [...] Auch [die Konservativen] kommen nicht darum herum, zuzugeben, dass auch der pflichtschuldigste Respekt vor einer konservativen Betrachtungsweise dann unrealistisch wird, wenn er zu einem Element der Rückständigkeit wird und die gemeindliche Gesamtexistenz in ihrer Lebenskraft gegenüber den Nachbarn ins Hintertreffen bringt.
Heute ist nicht mehr zu klären, welche Gründe den Stadtrat veranlassten, den Bau des Warenhauses und des benachbarten C & A-Kaufhauses, das mit ihm eine bauliche Einheit bildete, aber erst Mitte der 1970er Jahre errichtet wurde, zu genehmigen. Der Stadtrat lehnte jedoch den ursprünglichen Plan des Warenhauses mit Erdgeschoss und drei Obergeschossen ab, da „städtebaulich untragbar“. Es wurde deshalb mit Erdgeschoss und nur zwei Obergeschossen errichtet, ein Verkaufsgeschoss wurde vergrößert und unter die Erde gelegt. Das Warenhaus mit der Rasterfassade mit Hortenkacheln aus Porzellan, das gegenüberliegende neubarocke Justizgebäude, das Iduna-Hochhaus mit Naturstein-Südwand und das Ernst-Sachs-Bad, bzw. die spätere Kunsthalle, gelten als gelungenes Bauensemble.
Vor Baubeginn des Warenhauses wurde ein Abschnitt der Stadtmauer mit dem Hirtenturm, der nicht unter Denkmalschutz stand, abgebrochen. Er befand sich auf dem C & A Grundstück. Der Abbruch des Turms wurde damals wie heute kritisiert. Damals stellte sich heraus, dass der Turm im oberen Bereich, mit Zinnenbekrönung, eine Nachbildung aus dem 19. Jahrhundert ist, in der zu jener Zeit üblichen, historisierenden Weise. Was im Widerspruch zu den Grundsätzen des modernen Denkmalschutzes steht und bereits um 1900 von Georg Dehio verurteilt wurde. Auf dem Merianschen Plan besaß der Turm keine Zinnenbekrönung, sondern ein Kegeldach (siehe Planausschnitt rechts, bitte vergrößern).

### Spitalbastei

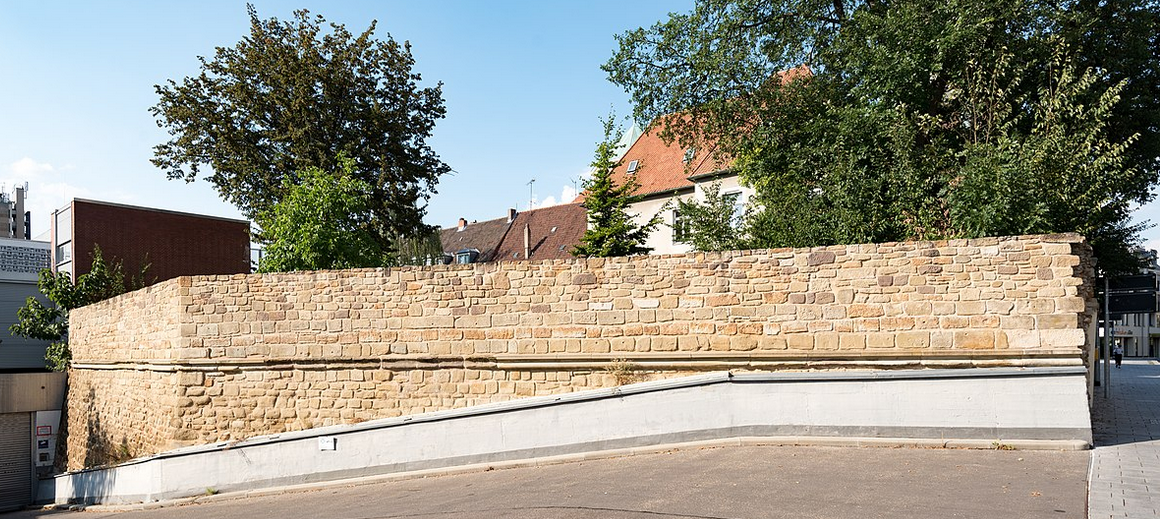
Spitalbastei (s) mit beiden Facen_{1} an Tiefgarageneinfahrt neben dem einstigen Spitaltor (S). Die Facen sind auch auf dem unteren Merian-Plan erkennbar

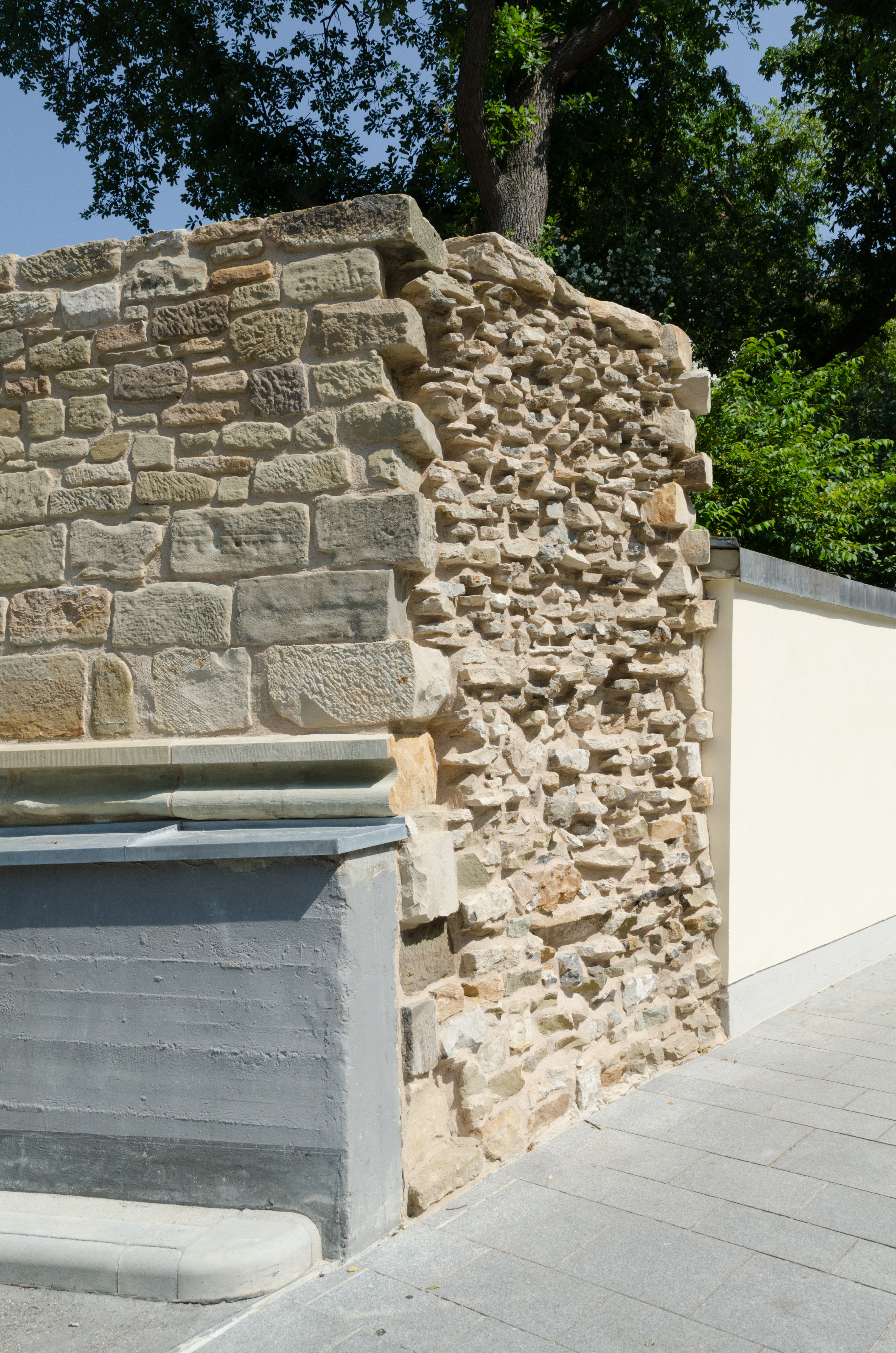
Spitalbastei. Abbruchende an Schultesstraße

Bastionen, altniederländ. Manier: Gefüllte Bastion (1), hohle Bastion (2), Aufgang oder Wallrampe (3), Niederwall (4), Flanke (5), Kehle (6), Face (7), Saillant (8), Kurtine (9), Festungsterr. (10)

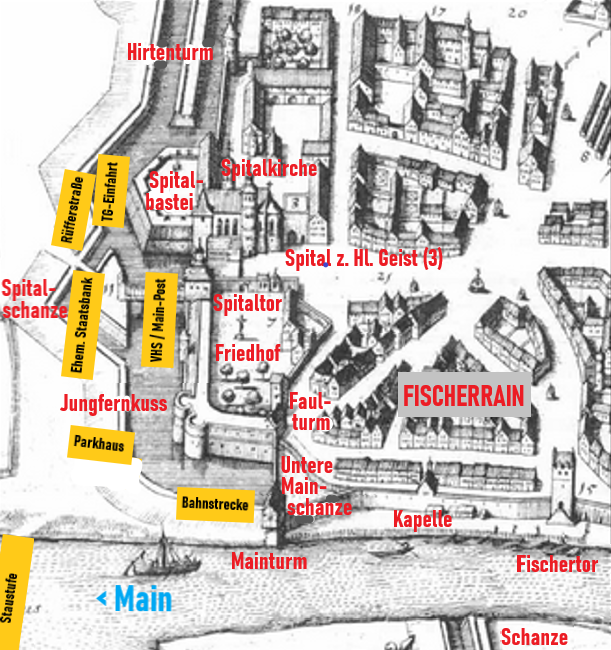
Merianplan von 1556, Ausschnitt Spital/Fischerrain. Rote Schrift: auf Merianschen Plan eingezeichnet. Schwarze Schrift: heutiger Bestand

Am einstigen Spitaltor, an der Abfahrt zur Tiefgarage des einstigen Horten/Kaufhof-Areals, sind Teile der Spitalbastei (Merianscher Plan, s) erhalten, die zum Teil dem Straßenbau zum Opfer fiel. Der Meriansche Plan zeigt eine gefüllte Bastion (vgl. rechten Merianplan mit rechten Systemplan, Nr. 1), zwei senkrecht zur Stadtmauer laufende Flanken und zwei Facen1 (siehe auch unteren Galerie, zweites Bild von links). Die Bastei besaß hohe und starke Zinnen. Sie ließ Anfang des 19. Jahrhunderts der damalige Pfarrer der Heilig-Geist-Kirche beim Anlegen des dahinter liegenden Pfarrhaus-Gartens eigenmächtig abtragen.

Hirtenturm/Spitalbastei
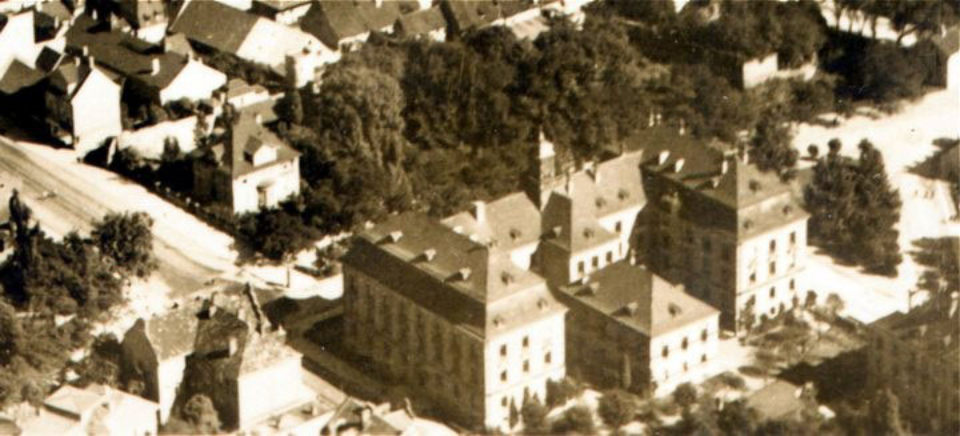
Justizgebäude und Grüngürtel vor 1945. Barthels-Villa (links), Hirtenturm (rechts dahinter) und Spitalbastei (rechts oben; bitte Bild vergrößern)
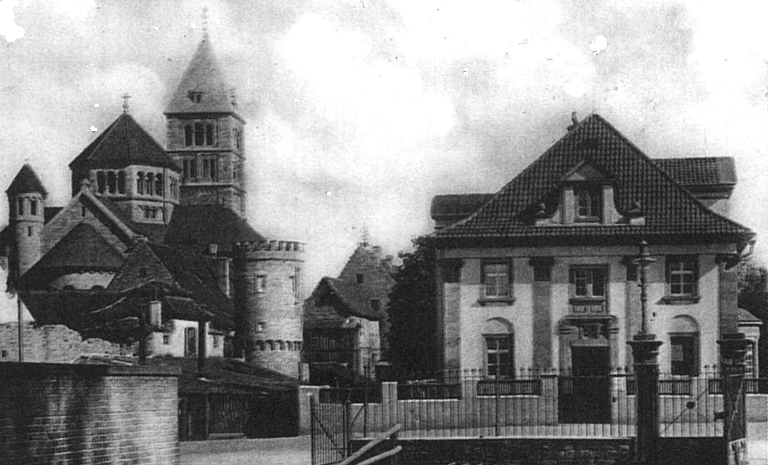
Barthels-Villa, Hirtenturm und Heilig-Geist-Kirche 1928
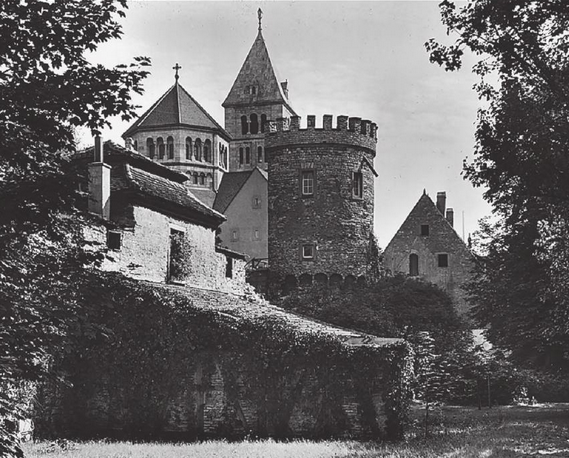
Hirtenturm vor 1945. Abbruch 1963. Häuschen auf der Mauer auf Luftbild erkennbar (hinter Barthels-Villa)

1 Die dem Angreifer zugekehrten Seiten eines Festungsbauwerks

Westliche Ringanlagen um 1915
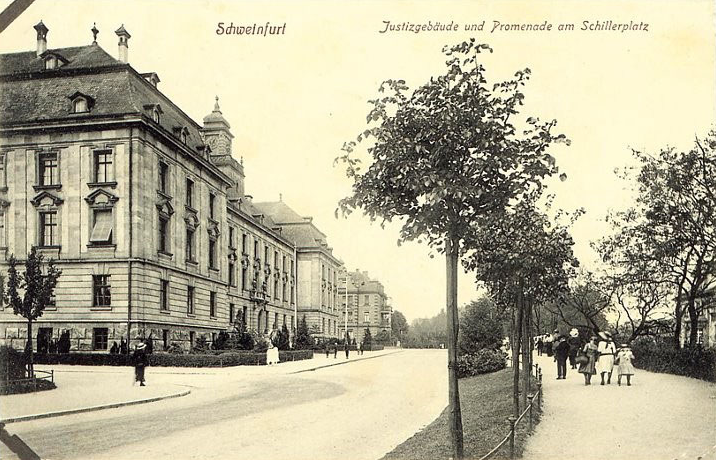
Südliche Rüfferstraße
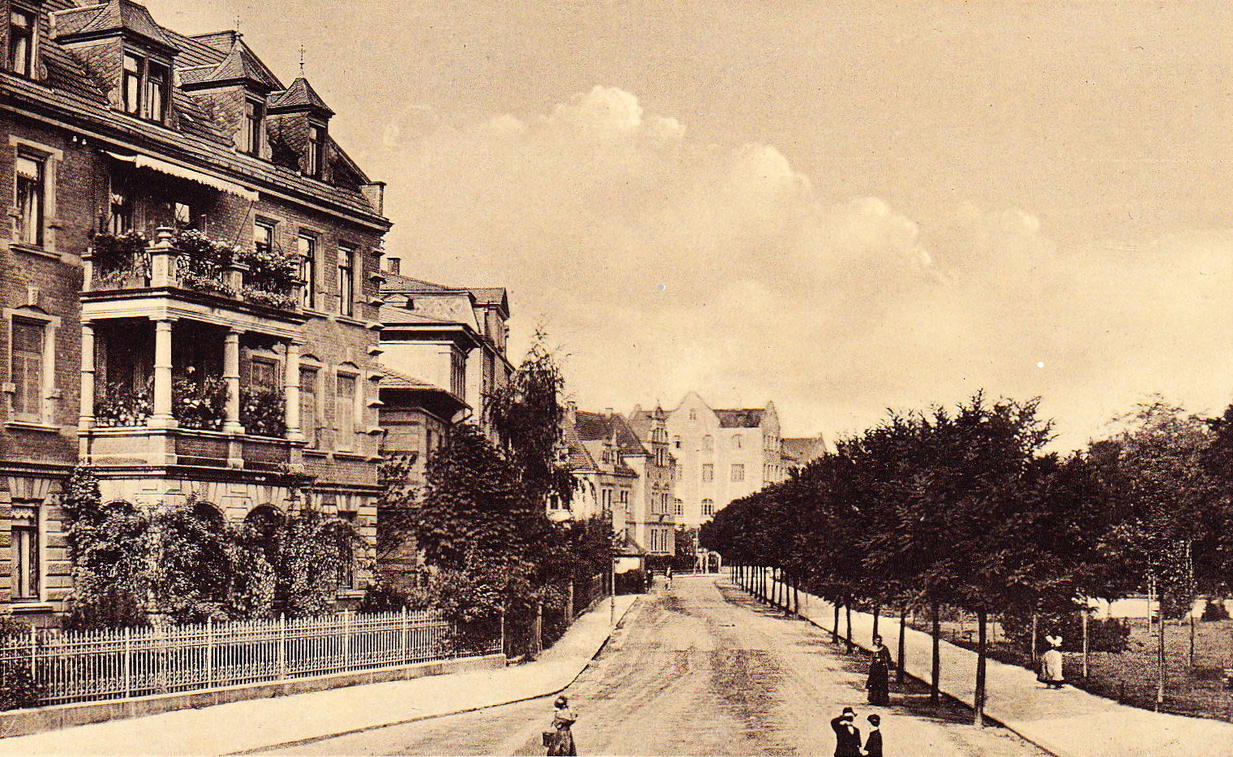
Nördliche Rüfferstraße

## Mainufer

### Untere Mainschanze (Meisenkasten)
Die Bastion (u) wird bei Oeller als Untere Mainschanze und alternativ als Meisenkasten und Schwalbenschwanz bezeichnet. Sie kann frühestens im Zuge der Stadterweiterung im 15. Jahrhundert entstanden sein (siehe: Stadterweiterung) und über sie ist wenig bekannt. Sie reichte nach dem Merianschen Plan (Ausschnitt siehe rechts) von der Stadtmauer bis zum Main, lag am Ende des Wassergrabens des Westwalls, bildete ein Stauwehr zum Main, hatte eine dreieckige Form und an ihrer südlichen Spitze lag ein Turm als Endpunkt der Glacis, der bei Oeller als Mainturm bezeichnet wird. Heute befindet sich an ihrer Stelle der südöstliche Bereich der Parkanlage Alter Friedhof.

### Fischerrain/Gutermann-Promenade
Anstelle der einstigen Stadtmauer entlang des Mains, mit Fischertor, verläuft seit 1854 eine Bahnlinie. Dahinter liegt das alte Quartier Fischerrain, eine einstige Fischersiedlung. Im Westen, am Alten Friedhof, wurde ein Wehrturm der Main-Stadtmauer wiederentdeckt, der sogenannte Jungfernkuss, der die Südwestecke der Stadtmauer markiert.
Zwischen Bahn und Kaimauer des Mainhauptarms, mit Anlegestellen für Sportboote und Personenschifffahrt, liegt eine Grünanlage und die Gutermann-Promenade. Diese führt an (Industrie)Denkmälern, Spinnmühle, altem E-Werk und Kulturzentrum Disharmonie mit Terrassen-Café vorbei. Am Westende der Grünanlanlage, unweit des Spitaltors, liegen Laufwasserkraftwerk Schweinfurt und DB-Haltepunkt Schweinfurt Mitte.

Stadtmauer am Main/Gutermann-Promenade
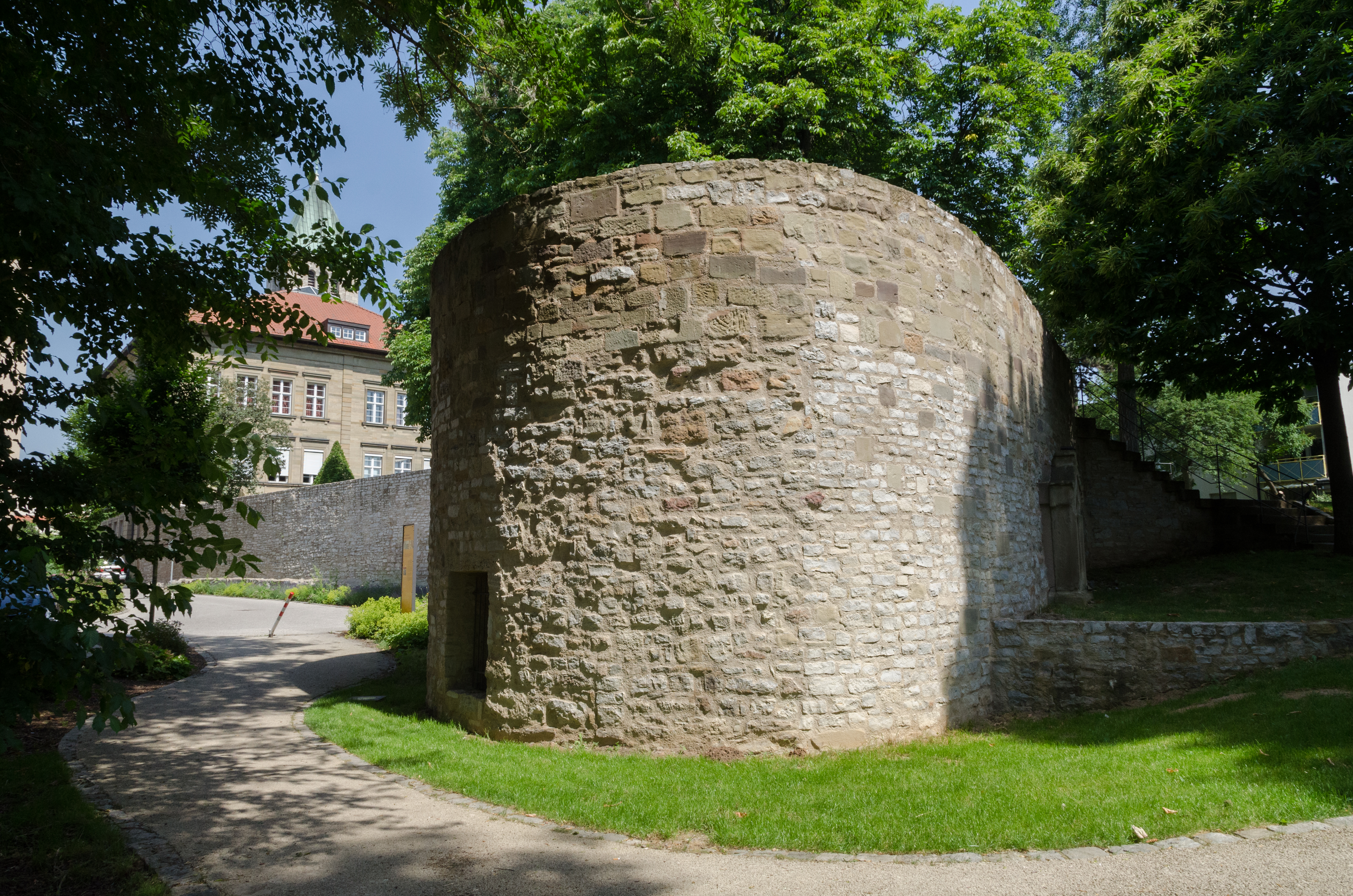
Sogenannter Jungfernkuss, ein 2007 entdeckter Wehrturm
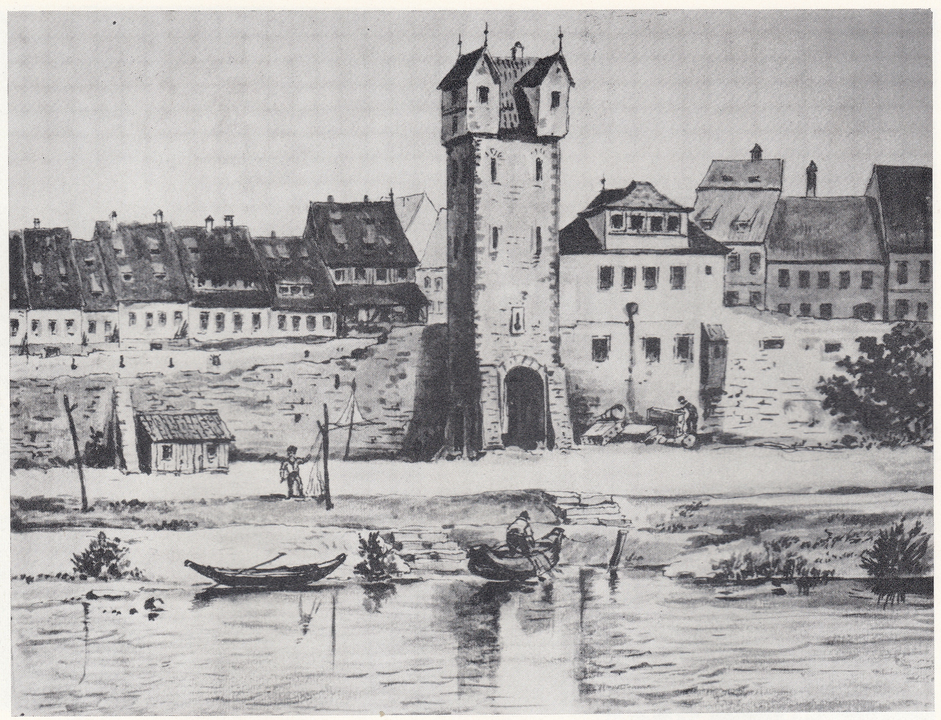
Stadtmauer mit Fischertor (F) im Jahre 1853
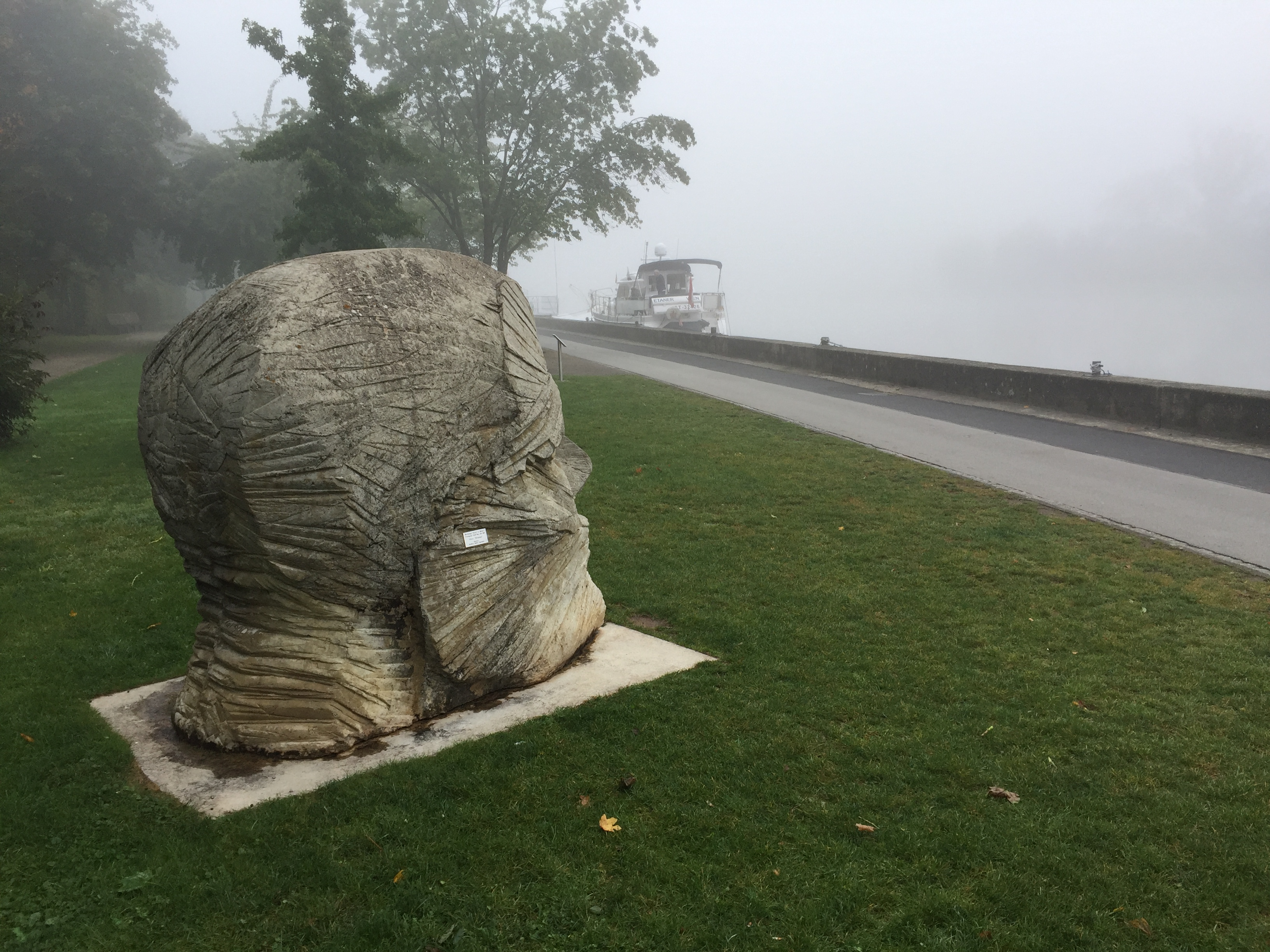
Gutermann-Promenade am Mainkai im Nebel, mit Betonkopf
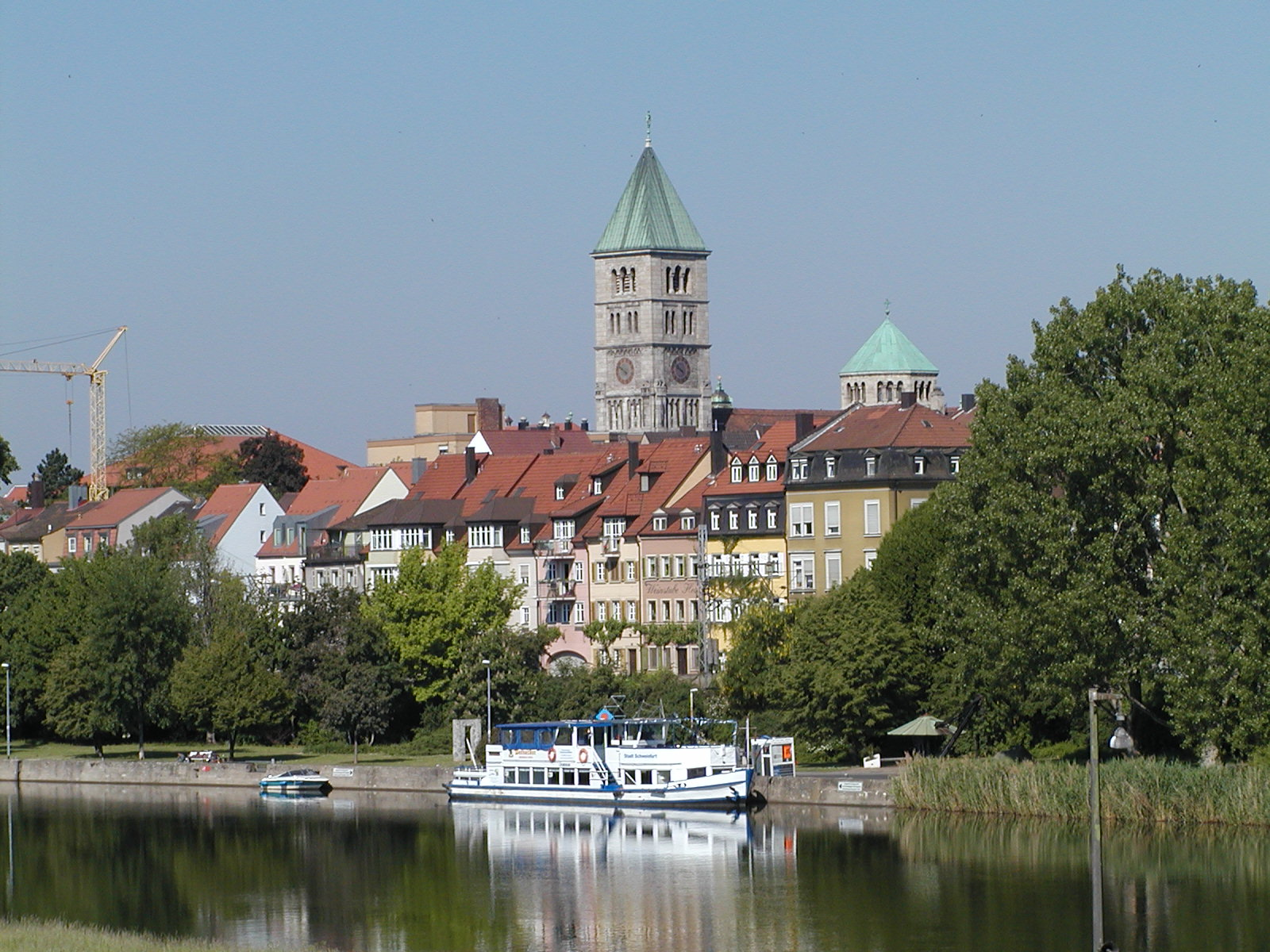
Fischerrain mit Main, Gutermann-Promenade und Schiffsanlegestelle

### Mainbastion (Gerberstieglein-Schanze)
An der Südostecke der Stadtbefestigung, an der Mündung des Marienbachs in den Main, liegt eine Mainbastion (m). In Oellers Skizze wird sie als Gerberstieglein-Schanze bezeichnet. Es ist die zweite Bastion, die von der Stadtmauer bis zum Main reichte, neben der Bastion an der Südwestecke der Stadtbefestigung (siehe: Untere Mainschanze (Meisenkasten)).
Auf der Bastion befand sich ein Wohnhaus das 2011 abgebrochen wurde. Ein Teil der alten Stadtmauer und ein Gewölbekeller wurden dabei freigelegt, mit der Jahreszahl 1589 über einem Eingangsbogen am Main. Mauerreste die ins Mittelalter zurück reichen müssen wurden gefunden und Keramik des 14. und 15. Jahrhunderts. Der gewölbte Kellerraum mit Ein- und Ausgang ist typisch für eine Kasemattenanlage.
Später wurde dieses Anwesen (Am Unteren Marienbach 14) von Otto Rabe als Gastwirtschaft genutzt. Seit 2014 befindet sich auf der Mainbastion der Stadtstrand Schweinfurt.
Hier, an der Südostecke der Altstadt, beginnt der Untere Wall. Damit schließt sich in dieser Auflistung der Kreis der nördlich des Mains gelegenen Stadtbefestigung.

## Maininsel
Die Maxbrücke führte zum südmainischen Brückenkopf der Stadt auf der Maininsel Bleichrasen. Die Insel war in reichsstädtischer Zeit eine unbewohnte Festungsanlage. Der südliche Brückenzugang wurde zunächst durch ein inneres Festungswerk geschützt, das man im weitesten Sinn, von seiner Form her, als Lünette  (von französisch lunette „Brille“) bezeichnen kann. Oeller nennt es Innere- oder Untere Maintorschanze. Südwestlich davor lagen zwei Brückenschanzen (siehe Merianscher Plan, Nr. 11 und 12), bei Oeller werden beide Schanzen als Äußere Maintorschanze zusammengefasst. J. K. Bundschuh bezeichnete die gesamte Befestigungsanlage wie folgt: „Jenseits am Ende der bedeckten Main- oder sogenannten Staubbrücke, liegt eine Contregard Lunette, welche sich mit einem 1/2 Kronwerke anschließt, das samt dem vorigen die Stadtmühle und die ganze Mainseite deckt.“ Innerhalb des befestigten Bereichs befand sich der Bleichrasen.
Später wurden in die Befestigungsanlage zwei Hafenbecken integriert. In der zweiten Hälfte des 19. Jahrhunderts kamen weitere Nutzungen hinzu. Schließlich wurden die Befestigungsanlagen komplett abgebrochen und es entstand Raum für andere Nutzungen.

Brückenkopf auf der Maininsel Bleichrasen
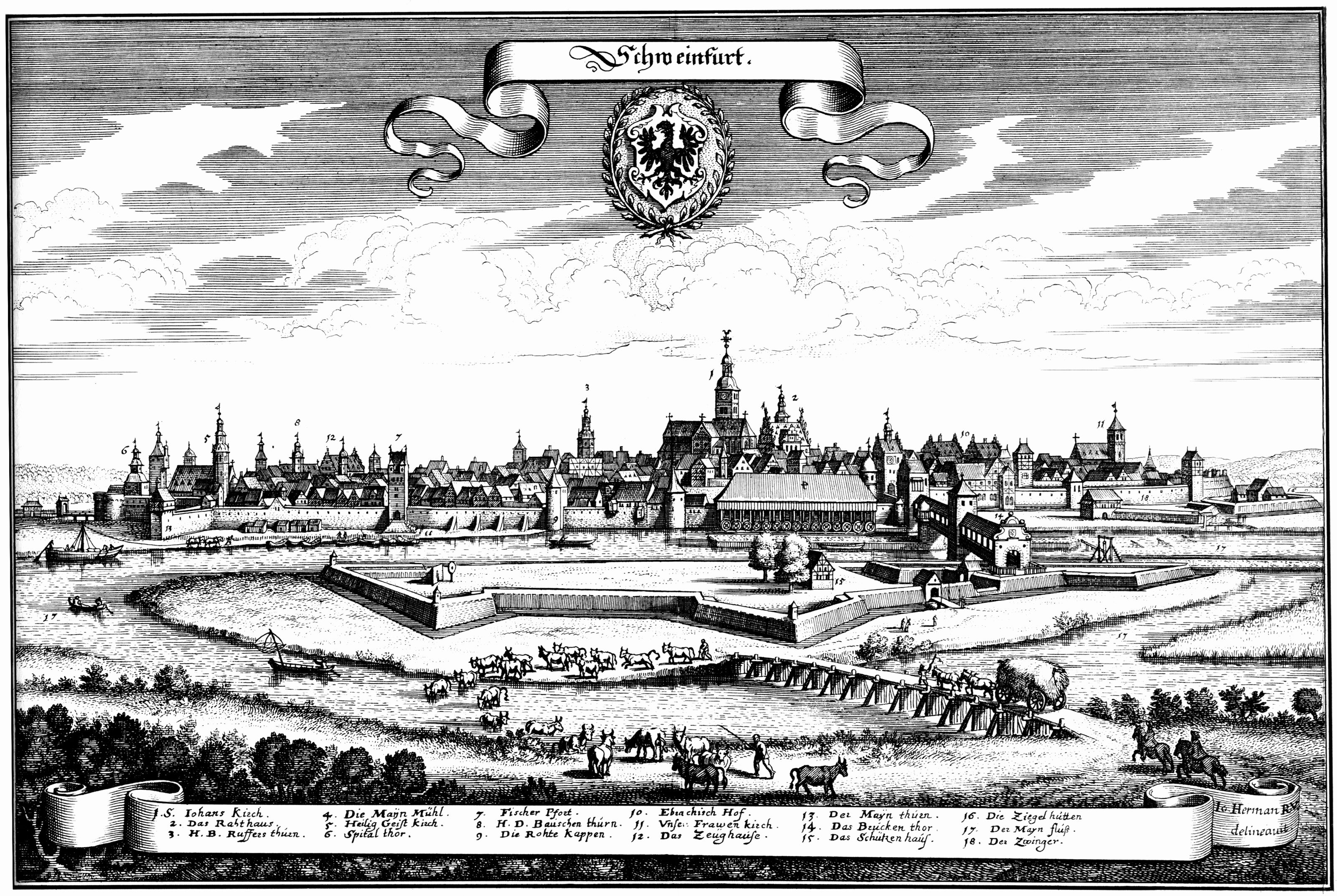
M. Merian: Schweinfurt 1648. Vorne Brücke über Saumain (anstelle der heutigen Marienbrücke), dahinter Brückenkopf mit zwei Schanzen (Nr. 11 und 12), Lünette (L) und Staubbrücke über den Main-Hauptarm
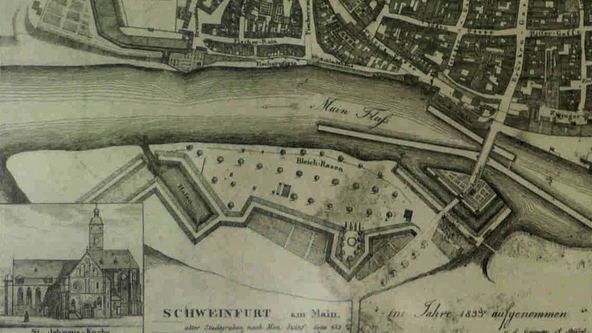
Katasterplan von 1833 mit östlicher Schanze und Hafen
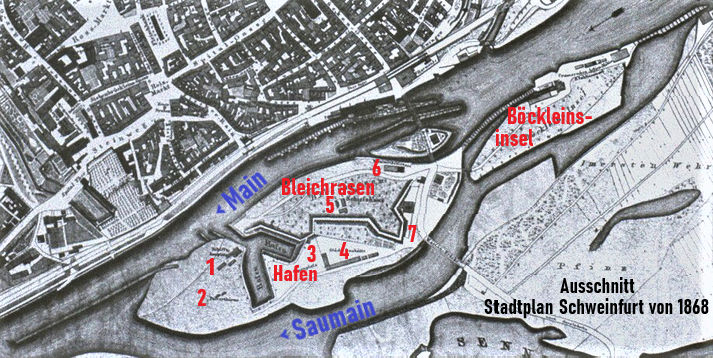
Katasterplan von 1868 mit weiteren Nutzungen: 1 Werft, 2 Pulvertürme, 3 Turnplatz, 4 Städtische Bauhütte, 5 Schießhaus, 6 Schleuse, 7 Schanze

## Warte
Auf die Lage einer einstigen Warte weisen bis heute Ortsbezeichnungen hin. Alter Wartweg ist heute eine Straßenbezeichnung des ersten Teils des historischen Wegs zur Alten Warte. Der zweite Teil heißt heute An der Pfanne. Der gesamte Weg ist in der Bayerischen Uraufnahme aus dem 19. Jahrhundert als Altenwartweg verzeichnet, der bis zu einem Weinberg auf der Flur Altenwart führt, wo er am höchsten Punkt, auf 261 m ü. NN endet, genauso wie der heutige Fahrweg An der Pfanne. Hier befindet sich heute die Vereinsgaststätte Alte Warte der gleichnamigen wie auch größten Kleingartenanlage der Stadt.

## Rempart
Ebenso weisen bis heute Ortsbezeichnungen auf ein Rempart hin: „Erdwall, häufig vor der Stadtmauer zum Auffangen von Kanonenkugeln und zum Aufstellen von Geschützen angelegt.“ Am Remperts Hag ist eine historische Flurbezeichnung in der Bayerischen Uraufnahme, die sich 1,7 km südöstlich von der Stadtbefestigung (Maininsel Bleichrasen) befindet. Heute liegt dort das Sennfelder Neubauviertel Am Rempertshag. Südöstlich daneben liegt der Huthügel, möglicherweise ein strategischer Punkt unmittelbar an der historischen Straße (heutige Staatsstraße St 2272) von Schweinfurt nach Gerolzhofen, an der Stelle wo heute die A 70 kreuzt (siehe Straße in obiger Galerie, die in allen drei historischen Abbildungen von der Maininsel Bleichrasen in südöstlicher Richtung eingezeichnet ist).